# メタルスラッグ
『メタルスラッグ』（METAL SLUG）は、エス・エヌ・ケイ（旧社）が1996年に第1作を発売した横スクロール型のアクションシューティングゲームのシリーズである。シリーズ諸作品の権利は旧社の知的財産権を継承したSNK（新社。二代目。旧社名：SNKプレイモア）が保有している。発売元・開発元は#シリーズの内容の各ゲーム項目を参照。
タイトルは作中で登場する高性能一人乗り用小型戦車に由来している。
略称は『メタスラ』。プレイ人数は1 - 2名。

## 概要
1996年に第1作リリースされた2Dアクションゲームである。特殊工作隊員であるプレイヤーが、反乱軍やテロリストの軍事基地、または得体のしれない場所に潜入し、味方捕虜の解放や敵軍の殲滅、秘密兵器（ボス）の破壊などを行う。
秒間30フレームで表現されたドット絵アニメーションや、映画のパロディなども含めた演出が特徴。一部の作品を除き、ストーリーの説明に文字や言葉が一切使われず、ゲーム中の演出やデモでストーリーが進行する。『1』、『2』、『X』、『3』の初期作品は海外でも販売された。
当初はエス・エヌ・ケイの業務用ゲーム基板Multi Video System（MVS、業務用ネオジオ）でシリーズが開発されていたが、『6』はMVSの後継として採用した、サミーの業務用ゲーム汎用基板ATOMISWAVEで開発された。独特な外見を持つMVS筐体は駄菓子屋によく設置されているゲーム機筐体として知られている。

## シリーズ一覧
アーケード版
- メタルスラッグ
- メタルスラッグ2
- メタルスラッグX
- メタルスラッグ3
- メタルスラッグ4
- メタルスラッグ5
- メタルスラッグ6

ネオジオ版
ハードウェア構造はMVSと同等なので、アーケード版と同じ内容。
- メタルスラッグ（1996年5月24日）
- メタルスラッグ2（1998年4月2日）
- メタルスラッグX（1999年5月27日）
- メタルスラッグ3（2000年6月1日）
- メタルスラッグ4（2002年6月13日）
- メタルスラッグ5（2004年2月19日）

ネオジオCD版
- メタルスラッグ（1996年7月5日）
- メタルスラッグ2（1998年6月25日） 基本的にハードウェア構造は同じだが、CDへのアクセス等の問題からアニメパターンや一部音声が削除されている。

設定資料やイラスト等が閲覧できるアートギャラリーモード、ゲームをプレイして昇格をめざすコンバットスクールモードが追加されている。

セガサターン版
- メタルスラッグ（1997年4月4日）

PlayStation版
ネオジオCD版と同様コンバットスクール、アートギャラリーが追加されている。
- メタルスラッグ（1997年8月7日）

エンディングテーマ「Hold you Still!〜夢見るタンクバスター〜」歌：冨永みーな
- メタルスラッグX（2001年1月25日）

PlayStation 2版
3D版は家庭用オリジナル。
- メタルスラッグ3（2003年6月19日）
- メタルスラッグ4（2004年9月22日）
- メタルスラッグ5（2005年4月28日）
- メタルスラッグ（2006年6月29日） ※3D版

シリーズ唯一（2012年現在）のサードパーソンシューティング形式。他のシリーズと比べ、ストーリー面が強く描かれている。
- メタルスラッグ6（2006年9月14日）
- メタルスラッグコンプリート（2007年5月31日）

1本で『メタルスラッグ1』 - 『6』『X』のアーケード版7作が入り、ボリュームがとても大きい作品である。
PlayStation Portable版
- メタルスラッグコンプリート（2007年2月22日、ダウンロード版：2009年8月17日）

1本で『メタルスラッグ1』 - 『6』『X』のアーケード版7作が入り、ボリュームがとても大きい作品である。
基本的な内容、仕様はPS2版とほぼ同じだが、中断セーブ機能がある、ギャラリーの内容が異なるという違いがある。
- SNK ARCADE CLASSICS Vol.1（2009年5月21日、ダウンロード版：2009年8月17日（現在は配信終了））

収録タイトルの1つに『メタルスラッグ』を収録。
- メタルスラッグXX（2009年12月23日、ダウンロード版：2010年6月9日）

ゲームアーカイブス版
PlayStation版、PlayStation 2版を配信。
- メタルスラッグ（2007年6月28日）
- メタルスラッグX（2007年4月26日）
- メタルスラッグ3（2014年11月19日・PS3のみ）
- メタルスラッグ5（2015年3月18日・PS3のみ）
- メタルスラッグ6（2015年5月20日・PS3のみ）
- メタルスラッグ4（2015年7月15日・PS3のみ）
- メタルスラッグコンプリート（2015年8月19日・PS3のみ）

PlayStation Portable・PlayStation 3・PlayStation Vita NEOGEO Station版
家庭用ネオジオROM版の移植。開発元はM2。
リプレイ機能やサウンドプレイヤー機能などが追加されている。また、PlayStation 3版はオンラインによる協力プレイに対応している。
- メタルスラッグ（2010年12月22日(現在は配信終了)） - PS3版 PSP・PS Vita版
- メタルスラッグ2（2011年9月29日(現在は配信終了)） - PS3版 PSP・PS Vita版

PS3版は上記の特徴に加え、処理落ちを軽減する「NEOGEO CPU CLOCK-UP」機能を搭載している。
2016年7月27日のNEOGEO Station終了に伴い、配信を終了している。
Xbox版
移植度は良好。『3』はPS2版と異なりコンティニュー回数に制限がある。
- メタルスラッグ3（2004年6月24日）
- メタルスラッグ4（2005年2月24日）
- メタルスラッグ5（2005年7月28日）

Xbox 360版
- メタルスラッグ3（2008年1月02日）

Xbox Liveアーケードにてダウンロード配信。シリーズ初のオンラインによる協力プレイに対応し、その他やり込み度が分かる実績システムやオンラインランキングシステムにも対応している。
- メタルスラッグXX（2010年5月19日）

Xbox Liveアーケードにてダウンロード配信。『3』と同じくオンラインによる協力プレイやランキング、実績システムに対応している。追加キャラクターのレオナはダウンロードコンテンツ(DLC)として別販売されている。
Wii版
- メタルスラッグコンプリート（2007年12月27日）

1本で『メタルスラッグ1』 - 『6』『X』のアーケード版7作が入り、ボリュームがとても大きい作品である。
PS2版、PSP版よりはロード時間が短い。
基本的な内容、仕様はPSP版とほぼ同じだが、Wiiリモコンを傾けることでキャラクターを操作できる設定がある。
Wiiバーチャルコンソール版
家庭用ネオジオROM版の移植。ネオジオ起動時のアニメーション、アドバタイズデモ、ゲーム開始時の操作説明画面も収録されている。
以下全作品バーチャルコンソールにて900Wiiポイントで配信。開発元はD4エンタープライズ。
- メタルスラッグ（2008年4月22日）
- メタルスラッグ2（2008年9月30日）
- メタルスラッグ3（2012年4月17日）
- メタルスラッグX（2012年7月10日）
- メタルスラッグ4（2012年11月20日）

ネオジオポケット版
全体的にネオジオポケットのオリジナル構成。ファーストはメタルスラッグの1年前、セカンドはファーストのその後の反乱軍と宇宙人の接触を発端とした話となっている。
残機がライフ制になっている。
ステージで条件を満たすと異なるステージへ移行する「ルート分岐」があり、セカンドミッションではプレイ時のキャラクターも条件に含まれる事がある。
- メタルスラッグ ファーストミッション（1999年5月27日）
- メタルスラッグ セカンドミッション（2000年3月09日）

ゲームボーイアドバンス版
- メタルスラッグアドバンス（2004年11月18日）

SNKプレイモア唯一のゲームボーイアドバンス用ソフト。今回の作品では残機がライフ制になっている。
オリジナル要素として武器が強くなったりするカード集めなどを取り入れた異色作品。
ニンテンドーDS版
- メタルスラッグ7（2008年7月17日）

シリーズ初の家庭用かつ携帯機初のナンバリングタイトル。後継として『メタルスラッグXX』として据置機に移植される。
PlayStation 4・PlayStation 3・PlayStation Vita版
- メタルスラッグ3（2015年5月14日）

NEOGEO版の移植。PS4版、PS3版、PS Vita版のユーザー間で協力プレイができる「クロスプレイ」に対応。
PlayStation 4版
- メタルスラッグXX

ダウンロード配信。追加キャラクターのレオナは、最初から収録されている。
PlayStation 4アケアカNEOGEO版
MVS(アーケード)版を配信。配信元はハムスター。
- メタルスラッグ（2016年11月24日）
- メタルスラッグ2（2017年6月1日）
- メタルスラッグX（2017年10月5日）
- メタルスラッグ3（2017年12月21日）
- メタルスラッグ4（2018年8月9日）
- メタルスラッグ5（2018年12月13日）

Xbox OneアケアカNEOGEO版
MVS(アーケード)版を配信。
- メタルスラッグ（2017年3月2日）
- メタルスラッグ2（2017年6月1日）
- メタルスラッグX（2017年10月5日）
- メタルスラッグ3（2017年12月21日）
- メタルスラッグ4（2018年8月9日）
- メタルスラッグ5（2018年12月13日）

Nintendo SwitchアケアカNEOGEO版
MVS(アーケード)版を配信。
- メタルスラッグ3（2017年3月3日）
- メタルスラッグ（2017年3月30日）
- メタルスラッグ2（2017年7月6日）
- メタルスラッグX（2017年10月5日）
- メタルスラッグ4（2018年8月9日）
- メタルスラッグ5（2018年12月13日）

Nintendo Switchパッケージソフト『アケアカNEOGEO セレクション』版
内容は各アケアカNEOGEO版と同等。『Vol.1』に『X』、『Vol.2』に『4』、『Vol.4』に『1』を収録。
携帯電話アプリ版
i=iアプリ Y!=S!アプリ EZ=EZアプリ
- メタルスラッグ（2005年7月4日）(i)

初代の構成に近い。グラフィックは軽容量の物に描き直されている。
- メタルスラッグ外伝 -Allen's Battle Chronicles-（前編2005年12月19日、後編2006年2月20日）(i)

アレンが主役になった作品。残機がライフ制になっている。
- メタルスラッグSTG（2006年1月16日）(i)

シューティングゲーム。システムは『3』のファイナル等に似ている。
- METAL SLUG SURVIVORS 〜メタルスラッグ サバイバーズ〜（2006年7月14日）(i/Y!/EZ)
- METAL SLUG SOLDIERS 〜メタルスラッグ ソルジャーズ〜（2006年9月1日）(i/Y!/EZ)
- METAL SLUG FIGHTERS 〜メタルスラッグ ファイターズ〜（2007年5月2日）(i/Y!/EZ)
- METAL SLUG WARRIORS 〜メタルスラッグ ウォリアーズ〜（2007年7月2日）(i/Y!/EZ)
- METAL SLUG M1 〜メタルスラッグ M1〜（2009年7月1日）(i/Y!)
- METAL SLUG TEAM MISSION 〜メタルスラッグ チームミッション〜（2009年12月1日）(i/EZ)
- METAL SLUG M1 〜メタルスラッグ M2〜（2010年2月1日）(i/Y!)

いずれもシステムは似ている。『怒』シリーズからのゲストがいたり、ウォリアーズではパラシュートが開けたり、ファイターズではプレイヤーの性能差が存在する等、ナンバリング作品に影響を与えたものが多い。チームミッションはオンラインでの4人同時プレイが可能。
- METAL SLUG MARSPANIC! 〜メタルスラッグ マーズパニック〜（2008年1月17日）(i/Y!/EZ)

マーズピープルが主役になった作品。残機がライフ制になっている。
- METAL SLUG TACTICS 〜メタルスラッグ タクティクス〜（2009年3月2日）(i/Y!)

モーデン軍が主役になった作品。戦略ゲームで、従来のシステムの面影はない。
iOS / Android版（アプリ）
移植タイトル
開発元はDotEmu。リプレイ機能やミッションモードが追加されている。また、オンラインランキングシステムにも対応している。
- メタルスラッグ
- メタルスラッグ2
- メタルスラッグX
- メタルスラッグ3

オリジナルタイトル
メタルスラッグ ディフェンス
2014年5月1日サービス開始。『メタルスラッグ』歴代のキャラクター達を運用するディフェンスゲーム。
Game Center/Google Playのアカウントを使用して遠く離れたユーザーとWi-Fi対戦を行うことも可能。
配信開始から17日間で300万ダウンロード、34日間で500万ダウンロードを突破、90日（7月29日時点）で全世界1,000万ダウンロードを達成した。これは、中国地域を除く全世界のiPhone、Android版の合計数である。その後、10月20日時点で1,500万ダウンロード達成と発表している。
2016年2月15日を以って下記の続編である『メタルスラッグ アタック』にサービスを移行した。
メタルスラッグ アタック
2016年2月15日サービス開始、2023年1月12日サービス終了。シリーズ20周年記念タイトルで上記の『メタルスラッグ ディフェンス』の続編。
ディフェンスに引き続き、メインシリーズ過去作やロケテスト版などのシリーズ設定を補完するキャラクターが登場する。
2024年6月19日には、コンシューマおよびSteam向けの買い切り版「メタルスラッグアタック リローデッド」が発売。リローデッド版には新たに書き起こされたキャラクターやストーリーが追加されている。
メタルスラッグインフィニティ
2019年6月20日リリース(2021年9月30日まで継続)。ジャンルは放置系RPG。開発・運営はEkkorrが担当。
iOS,AndroidアケアカNEOGEO版
- メタルスラッグ5（2021年11月30日）
- メタルスラッグ4（2022年8月4日）
- メタルスラッグ3 （2023年11月9日）
- メタルスラッグ （2023年11月30日）
- メタルスラッグ2 （2023年12月14日）
- メタルスラッグX （2024年1月18日）

パチスロ版
- METAL SLUG Type-A(2004年)
- METAL SLUG SV-001(2010年)
- METAL SLUG 3(2013年)

いずれも本作の世界観やキャラクターをモデルにしたパチスロである。
Type-Aはコミカルに、SV-001は初代のストーリーを軸にして若干シリアスに描かれている。
NEOGEO X版
家庭用ネオジオROM版の移植。開発元はTommo。
ネオジオ起動時のアニメーション、アドバタイズデモ、ゲーム開始時の操作説明画面も収録されている。
- Metal Slug（本体に内蔵）
- Metal Slug 2（NEOGEO X Classics Volume 1 または Mega Pack Volume 1 に収録）

プロジェクトEGG版（PC）
家庭用ネオジオROM版の移植。
ネオジオ起動時のアニメーション、アドバタイズデモ、ゲーム開始時の操作説明画面も収録されている。
開発元はD4エンタープライズ。内容的にはWiiのバーチャルコンソールと同じである。日本版と海外版の両方が配信されており、演出の多少の違いがある。
- メタルスラッグ / レトロゲーム総合配信サイト、プロジェクトEGG（2011年6月28日）（525円）
- METAL SLUG / レトロゲーム総合配信サイト、プロジェクトEGG（2013年4月23日）（525円）

Steam版（PC）
iOS/Android版をベースにPCに移植（リプレイ機能無し）。開発元はDotEmu。フレンドとのオンライン協力プレイが可能となっている。Steam実績システム、4:3/16:9、内部解像度変更、自動連射設定、オンラインランキング、任意のステージから開始できるミッションモードに対応している。国内版同様に血の色は赤であり、UIのみ日本語に対応しているがゲーム部分は英語のためステージクリア時の捕虜名表示は英語である。NEOGEO版の完全移植と説明文にあるが差異は多い。3のみ、イラストを閲覧できるギャラリーモードを搭載しキャラクター選択が新規グラフィックとなっている。
なお、『METAL SLUG 2』『METAL SLUG XX』は、オンライン協力プレイが非搭載でUIも日本語非対応となっている。
- Steam：METAL SLUG 3（2014年2月15日）（$7.99 USD/798円）
- Steam：METAL SLUG X（2014年10月2日）（$7.99 USD/798円）
- Steam：METAL SLUG（2015年6月26日）（$7.99 USD/798円）
- Steam：METAL SLUG 2（2016年4月15日）（$6.99 USD/698円）
- Steam：METAL SLUG XX（2019年2月1日）（$      USD/1,980円）

その他
『Metal Slug: Awakening』
2024年7月18日にリリースされた。スマートフォン向けとして制作されているが、コンシューマやPCプラットフォームにも提供されている。
ローグライク要素を備えているのが特徴。
開発元はTiMi Studios。運営はテンセント(中国圏版)、VNGGames(東南アジア)、、バンダイナムコエンターテイメント(日本)、SNK(全世界版)。

## シリーズの内容

### メタルスラッグ
1996年発売。開発はナスカ、販売はエス・エヌ・ケイ。
しゃがんだり、ジャンプする事が可能なメタルスラッグや迫力のある巨大兵器、哀愁を誘うエンディングなど、システムの基礎を作ったシリーズの原点である。 なお、1人プレイと2人プレイでエンディングが異なる。本作では1Pはマルコ、2Pはターマと、使用キャラクターが予め固定されており、ナンバリングシリーズで唯一キャラクター選択画面がなかった作品でもある。
初期装備は、弾数無限のハンドガンと手投げ弾10発のみだが、道中で味方捕虜を助けたり物を壊すと出現するアイテムを取得すれば、強化銃が使用可能（ただし弾数制限あり）になったり手投げ弾の追加・強化銃の変更や弾数補充ができる。ステージ中には敵に奪われた特殊戦車「メタルスラッグ」が置いてあり、これに乗り込むこともできる。一部の作品では操縦者のみが死亡し、無人となった敵兵器を奪うこともできる。
戦車に搭乗していない生身の場合は体力の概念がなく、一発でも攻撃を受けると戦死して残機が一つ減り、残機がなくなるとゲームオーバーになる。ただし、メタルスラッグに搭乗中は耐久力の分だけダメージを防げる。メタルスラッグの耐久力はアイテムのジェリ缶（メタスラエネルギー）で回復できる。なお、メタルスラッグや固定砲台（他のシリーズでは別の乗り物も登場する）に乗り込んだときと降りたときに少々の無敵時間が存在し、これで敵の攻撃を避けられ、これは一般に「鬼避け」と呼ばれている。
ストーリー
反逆軍を率いるモーデン総帥が世界的な軍事クーデターに成功する。正規軍は後退を余儀なくされ、さらに反撃の足がかりとして開発し、完成直前だった一人乗り高性能小型戦車「メタルスラッグ」が奪われてしまう。特殊工作部隊ペルグリン・ファルコン隊（通称PF隊）のマルコとターマは、メタルスラッグの奪回と敵の殲滅、ひいてはモーデンの撃破を命じられた。
制作
背景
開発元のナスカは、旧アイレムが1994年にゲーム開発から撤退したことに伴い、同社の『海底大戦争』にかかわったAKIOをはじめとするスタッフによって設立された。
ナスカではデビュー作としてゴルフゲームとシューティングゲームを作ろうということになったが、後者については「（旧アイレムの）『R-TYPE』と同じものを作るのは嫌」ということで、試行錯誤を繰り返したことが本作誕生のきっかけとなった。
制作当時での日本はアーケードでの2D横スクロールアクション主体のゲームが少なくなっており、それを危惧したのと同時に、少数化したのを逆に狙って制作された。『1』は日本国外の市場受けを目指して作られ、『2』では日本国内の市場受けに帰化して作られたことが『ゲーメスト』のインタビューで語られている。
開発
前述の通り、本作はもともとシューティングゲームの企画としてスタートしており、「任意スクロールだが油断禁物」というゲームデザインはこれに由来している。
当初は戦車を自機にした作品として開発が進められており、実際にロケテストも行われている。その際、操作方法はレバー上でジャンプ、ABCDボタンとその同時押しでショットの方向を撃ち分けるといった内容だった。この開発中のバージョンは、味方による援護射撃や、1P側の搭乗者と2P側の搭乗者が恋人同士であるといった、内容や設定面においても製品版と異なる個所が存在した。
主人公が戦車から人間に変更された理由について、プログラマーとして本作にかかわった濱田慎一は2020年のファミ通とのインタビューの中で、ロケテストの反応が今一つであり、スタッフたちが主人公を変えた方がよいだろうと考えているように見えたため、それを後押しするために敵の兵士のグラフィックを用いてプレイヤーキャラクターを人間に差し替えたものを作ったと答えている。差し替え版を見せた3日後に濱田は開発会議に呼ばれ、主人公の差し替えが認められたと同時に、戦車は残して主人公が乗れるようにすると言い渡されたと2020年のインタビューで振り返っている。
ゲーム内にジャンプするといった多彩な動きを見せる戦車が登場するのはその名残である。また、開発中のバージョンに関する資料は家庭用に収録されている。

### 反響
本作はアーケードゲーム業界紙「ゲームマシン」のBest Hit GamesのTVゲーム機部門にて7位にランクインした。

### メタルスラッグ2
1998年、エス・エヌ・ケイより発売。
この作品より、ナスカを吸収合併したエス・エヌ・ケイによる開発・販売となる。
一部武器の性能が大きく変化したり、スラグノイドやスラグフライヤーといった新型の乗り物の登場、キャラクターのデブ化など、前作に対して多くの新要素が加えられた。前作が軍事的要素一色であったのに対し、本作以降からSF要素やパロディなどバラエティ要素をより強めた。また、前作では導入が見送られた味方の援護射撃は、捕虜である一文字百太郎や、相川留美や、最終ボスであるモーデン軍という形で本作に導入された。
なお、3ハードで発売された『メタルスラッグコンプリート』に収録されるまでは、家庭用ネオジオ2機種のみでしか遊べなかった貴重な作品でもある。
本作はMVS/ネオジオの起動画面内のキャッチコピーにおいて、「MAX 330 MEGA」表記が使われた最後の作品である。(以降は全て「GIGA POWER」表記）
あらすじ
モーデンを撃破しクーデターが収まった前作から数年後、散逸的だった反逆軍の残党の動きが組織化してきていた。正規軍は倒したはずのモーデンが生きており、再びクーデターを起こそうとしていることを察知する。マルコとターマは、正規軍情報部の特殊部隊スパローズの女性兵士である笠本英里(エリ)とフィオと共に、反逆軍への急襲を命じられる。

### メタルスラッグX
1999年、SNKより発売。
『メタルスラッグ2』のリメイクバージョン。ストーリーやステージ進行は『2』と同じだが、背景、武器アイテムや敵の種類が増加、敵配置変更による難易度調整、システムボイスの変更、BGMの一部再編集などがされている。
また、『2』では敵戦車が無限に出してくるミサイルなど一部のオブジェクトに撃ち込み点が入ったが、この『X』では点が入らなくなるように修正されており、これによって安直で単調なスコア稼ぎが封じられている。
PlayStation版は旧エス・エヌ・ケイ最後のPlayStation用ソフトであった。また、PS移植版では『1』に続いてコンバットスクールモードが搭載されている。

### メタルスラッグ3
2000年、SNK発売。本作が事実上旧エス・エヌ・ケイ最後のメタルスラッグとなった。
モーデンのクーデターを未然に防いだマルコとターマだったが、反逆軍の残党狩りの中で、モーデンの2度目の復活を予感していた。一方正規軍情報部は、世界各地で起きていた謎の事件や異常現象と、反逆軍、そして『2（X）』で目撃されていた宇宙人の三者の関連の可能性をつきとめる。情報部は強引にマルコ達の残党狩りにエリとフィオを参加させることを決定する。
新要素としてステージ分岐が導入され、ボスに辿り着くまでの道が何種類にも分かれている。エレファントスラッグやスラグマリナー、ドリルスラッグ等の新兵器が多く登場するが、敵側も、謎の宇宙人や火星大王似の巨大ロボ、動き出した遺跡の石像など、一筋縄ではいかない強敵ばかりとなっている。最終面ではプレイヤーキャラクター自身が宇宙人に誘拐されてしまい、別のキャラクターがそれを追いかけるという形で操作するキャラクターが変わる。宇宙人にさらわれた正規軍兵士を助けるために舞台は宇宙空間に移り、小型ロケットで縦スクロール式のシューティングゲームのような戦いを繰り広げ、宇宙人の母艦内部では今まで敵として戦っていた反逆軍と休戦し共同で宇宙船に突入する展開。それらも含め、今作の演出は従来作以上に非常に凝った作りとなっており、シリーズ最大(2021年現在)のボリュームを誇る。ファンの間ではシリーズ最高傑作の呼び声も高い。

### メタルスラッグ4
2002年、プレイモア（現・SNK）許諾、メガ・エンタープライズ／ノイズファクトリー開発、サン・アミューズメントより発売。
旧エス・エヌ・ケイ倒産後第一作。実開発はノイズファクトリーだがゲーム中に表示されるメーカーロゴはプレイモアとメガ・エンタープライズの連名のみである。スタッフがほぼ全員入れ替わっての製作であるためステージの使い回しがある等、旧4作とは（様々な意味で）違ったゲームとなっている。本作から、今までは使用しなかった4ボタン目にメタスラアタックを割り当てたため、ジャンプしながらショット攻撃をしている最中に間違ってメタスラアタックを暴発させる可能性がなくなった。また、音楽製作も今作より田中敬一が担当。
ストーリーはテロ組織「アマデウス」が軍のコンピューターすら侵すウイルス、「ホワイト・ベイビー」を誕生させるという声明がインターネット上で告知され、PF隊のターマとスパローズのエリはホワイト・ベイビーのワクチンプログラムの作成チームの護衛を、マルコとフィオ、そして新人のトレバーとナディアの4人は、アマデウスの殲滅を命じられる。だが、出撃前に送られてきたアマデウスのメンバーの写った衛星画像に、全員驚愕する。そこにはモーデンの姿があった。
プレイヤーキャラクターに韓国系アメリカ人（もしくはアメリカ系韓国人）という設定の「トレバー・スペイシー」が追加、他にはフランス人の女性キャラクター「ナディア・カッセル」が追加された。その代わりにターマとエリはプレイヤーとしては削除されたが、ステージ途中でプレイヤーを援護したり、各ステージ終了後には次の戦場へとプレイヤーを誘導するなど物語の主要な位置を占める役回りで登場している。
今作のみの特徴として特定のアイテムを取った後、一定時間以内に稼いだ点数に応じてステージクリア時にボーナスがもらえる「メタリッシュシステム」がある。その他、演出面で他のナンバリング作品と若干異なる点が多い。また、強化銃「トゥー・マシンガン」（短機関銃を2丁持ちしたようなグラフィック）が初登場。

### メタルスラッグ5
2003年、SNKプレイモア（現：SNK）より発売。実開発はSNKネオジオ（旧：サン・アミューズメント）。ネオジオで開発された最後のシリーズ作品。
日本国内MVS版は基板のセキュリティ強化のため、従来のカートリッジ方式ではなく、単体基板(MV-0)を採用して発売された。国外向けの後期出荷版では従来のカートリッジ方式を採用している。
メタルスラッグの開発を行っていた研究所が何者かに襲撃され、メタルスラッグの機密事項の入ったディスクが奪われてしまう。マルコとターマは奪還指令を受けその行方を追っていた。一方、遺跡発掘を行う武装集団「プトレマイック・アーミー」を追い、古代遺跡に侵入していたエリとフィオは、謎のメタルスラッグの攻撃を受け撤退を余儀なくされる。機密事項を奪った犯人がプトレマイック・アーミーと判明し、正規軍は4人にその組織の壊滅を命じた。
前作の新キャラクターであったトレバーとナディアは登場せず、前作ではNPC（非プレイ可能キャラクター）として活躍していたターマとエリがプレイヤーキャラクターとして復帰した。
本作の新しい特徴として、姿勢を低くしながら高速移動する「スライディング」や、最新鋭の二足歩行機能付き戦車「スラグガンナー」などが追加され、歩兵や戦車などの雑魚敵のグラフィックが一新されている。スライディングは、しゃがみながら移動できるため上方向からの敵の弾をかわしやすくなっているが、『1』〜『3』までのメタスラアタック同様に暴発しやすいことが不評であった。また、必要性も疑われたため『6』以降は廃止となった。
音楽は引き続き田中敬一が担当。メタル・ロック色が前面に出されたものとなっている。

### メタルスラッグ6
2006年2月、SNKプレイモアより発売。
『メタルスラッグ』唯一のATOMISWAVE作品。同基板で開発された最後のソフトである。
物語の時間軸は『5』からではなく、『3』からの続きとなっており、新キャラクターに『怒』シリーズからのゲストとしてラルフ・ジョーンズとクラーク・スティルの2人が加入している。また、『4』と同じくルートによってエンディングが変化する。ラストミッションはインベーダーを倒す為モーデン軍と共に突入しマーズピープルを救出する。
新システムとして
- 各キャラクターの性能差
- 操作の5ボタン化
- 強化銃を複数所持して通常弾及び別の強化銃との切り替えを行う「ウェポンストックシステム」
- 敵へのダメージにより得点を増加させる「ラッシュブラスターシステム」
- 初心者用の「イージーモード」
- 視点のズームアウトとキャラクターや弾の影による演出

を搭載し、新武装にザンテツソードが登場、大幅な変革が施された。
BGMは過去に数多くのゲーム音楽を手がけた、「さんたるる」こと並木学が主な作曲担当、一部金田充弘が作曲担当。PS2版はアレンジ版が収録されている。
家庭用移植版では、『X』から数作品ぶりにコンバットスクールモードが再度実装された。

### メタルスラッグ（3D版）
2006年6月29日にSNKプレイモアより発売。機種はPlayStation 2。
ジャンルはサードパーソンシューティング（TPS）となっており（前述のとおり、メタルスラッグシリーズ唯一のTPS作品でもある）、タイトルには書かれていないが2Dではなく3Dで作られている。本作ではキャラクターに音声が付いているほか、メタルスラッグを改造することも可能。例えばメルティハニーの持つトゲ付き盾を装備したり、副砲のバルカン砲を曲射砲に変えたり、スラグガンナーのような人型戦車に変えたりすることができる。
ストーリーは反逆軍と協力関係を結んだ「ケワルド=オグマ社」の2つを相手に、反逆軍の主力基地へ乗り込んでいくというもの。ステージ間では会話が導入されている。

### メタルスラッグ7
2008年7月17日、SNKプレイモアより発売。機種はニンテンドーDS。
携帯ゲーム機では4作品目にあたる。システムのベースは前作『6』とし、操作キャラクターも前作と同じく6人となっている。全7ステージのメインミッションに加え、「コンバットスクール」が搭載されている。本作品のコンバットスクールでは新しく入った教官シンシアが初登場。また、キャラクター性能に新たなものが追加されている。本作のBGMは田中敬一（でんちゅう名義）が担当。
本作では産業廃棄物処理島「スクラップ島」を舞台に従来の敵である現代のモーデン軍に加え、新たに現れた未来世界のモーデン軍との闘いを描く。

### メタルスラッグXX
2009年12月23日、SNKプレイモアより発売。機種はPSP。後にXbox 360の配信サービス、『Xboxライブアーケード』（1200マイクロソフトポイント）、PlayStation 4でも配信された。
『メタルスラッグ7』のマイナーチェンジバージョンで、『X』以来のコードネームタイトル。ステージ分岐やキャラクターの追加、ボイス面での変更、通信機能による2人同時プレイ（CO-OP）が可能になった。別途DLCを購入（PS4版では初期から収録）することで追加キャラクターとして『ザ・キング・オブ・ファイターズ』のレオナ・ハイデルンを使用できる。

## 登場キャラクター

### プレイヤーキャラクター
マルコ・ロッシ (Marco Rossi)
本名はマルクリウス・デニス・ロッシ。PF隊第1中隊隊長で正規軍少佐（『初代』では少尉）。アイダホ州出身のイタリア系アメリカ人。25歳、身長180cm（『初代』では23歳）。
叩き上げの軍人だが、趣味はプログラミング（コンピューターウイルス作成がメイン）というインテリで、こっそり作っていたコンピューターウイルスが誤って軍のネットワークに侵入し、核ミサイルが発射されそうになったという秘密がある。『3』では敵異星人母艦のシャッターを開くための機械を難なく操作するという適応力がある（他のキャラクターでは苦労したり機械を蹴ったりして開いた）。『4』におけるコンピューターウイルスは、彼が考えたものをもとにしているという噂もある。『6』では他メンバーより初期銃（ハンドガン、難易度によってはヘヴィマシンガン）の威力が2倍、『7（XX）』ではそれに加えバーストショットが使えるようになった（移動を停止してオート連射。ほとんどの強化銃に対して画面上の攻撃表示数制限を解除しヘヴィーマシンガンのような高速連射が可能になる（例えばロケットランチャーは画面上に2発しか出ないが、能力を使用することで3発以上を撃ち続けられる。近接攻撃停止やモビルサテライトなどの攻撃アイテムは発射停止する）。
口癖は「ヒマがあったらソースを読め!」。名前の元ネタは『母をたずねて三千里』の主人公。
外部出演として『ネオジオバトルコロシアム』（以下『NBC』）に登場した。この作品では、まるで別人のように性格が一転している。『SNK VS. CAPCOM SVC CHAOS』（以下『SVC CHAOS』）のマーズピープルのエンディングにも登場。
ターマ・ロビング (Tarma Roving)
本名はターマイクル・ロビング3世。PF隊第1中隊副長で正規軍大尉（『初代』では少尉）。北海道出身の日系人。25歳（『初代』では23歳）、身長174cm。マルコの親友。趣味はバイクのカスタムメイキングで、その腕はプロ顔負けであり、除隊後はバイク屋を営むことを夢見ているが、上層部の必死の説得によっていまだに除隊できず、流され続けている。
乗り物の扱いに長けている設定は後に操作にも反映されるようになり、『6』では乗り物の性能が向上し攻撃力・耐久力が強化、副砲の射撃方向固定（バルカンフィックス）も可能。『7』ではそれに加えバルカンフィックス時の連射力上昇、スラッグの砲弾補給数が上昇し、「蹴り」によって乗り物の耐久力をランダムで回復、あるいは減少させる能力が追加された。『4』では使用できないが、一部シーンでプレイヤーキャラクターを援護する。口癖は「次の手、考えるか…」。納豆が好物。
『SVC CHAOS』のマーズピープルのエンディングにも登場。『NBC』でもマルコの勝利デモやストーリーに登場する。
エリ・カサモト (Eri Kasamoto)
日本人。『2』から参入したメンバー。本名は笠本英里（かさもとえり）。スパローズ所属の二等軍曹（『2』では軍曹）。広島県出身。21歳、身長168cm。「メンフィスの爆弾娘」の異名をとる爆発物のスペシャリストで、『6』『7』ではその設定を生かし手榴弾の所有数および補給量が倍になり、上下方向への投擲やより遠くへの高速遠投が可能。『4』では使用できないが一部シーンで登場。口癖は「人間はみんなひとりぼっち」。
教会に引き取られた孤児であったが、物心がついたころにはそこを飛び出し、地元のストリートチルドレンのリーダーとして幅を利かせていた。長じて、不良生活で培われてきた戦闘能力などを正規軍情報部に買われ、当初はエージェントとして活躍する。しかし、暗殺や謀略などといった後ろ暗い任務の連続を嫌い、スパローズへの転属を志願、それまでの功績を認められ特別に了承された。
孤児時代・ストリートギャング時代・スパイ時代と過酷な幼少期・青年期を過ごしていることから、他人に対してきつめでさっぱりな性格であるが、いわゆるツンデレ的な素振りも見せるところも。同じスパローズに所属していたフィオとは、生まれ育った境遇はまったく異なるが非常に仲がいい模様で、出身地の広島弁が飛び出すこともある。
スリーサイズは上から80・57・86。
『SVC CHAOS』のマーズピープルのエンディングにも登場。『NBC』でもマルコの勝利デモに登場しているが、ストーリー上では登場していない。
外伝・外部作品を含めると4人中最も出演回数が少ない。
フィオ・ジェルミ (Fiolina Germi)
イタリア人。『2』から参入したメンバー。本名はフィオリーナ・ジェルミ。スパローズ所属の上級曹長（『2』では一等軍曹）。ジェノヴァ出身（『4』ではフィレンツェ出身となっている）。23歳、身長158cm。
ジェルミ家は代々富豪の軍人家系であったが、フィオの母親は難産の末にフィオを出産したことでそれ以降子供を産めない体になってしまい、長いジェルミ家の歴史上初めての女性の次期当主となってしまった。ジェルミ家の当主は軍人であるべしというしきたりから、親の工作で無理矢理軍人として入隊させられた経緯を持つ。それでも可愛い一人娘が危険に合わないよう、父親のアレッサンドロは情報部の事務職へ入れようとしていたのだが、書類上の手違いなのか、最も危険な最前線のスパローズに配属されてしまった。そのためまともに軍の訓練すら受けておらず、当初はそこまでの兵士ではなかった（ゲーム内ではハンデ無し）。しかし『2』にて大活躍を見せ、以降の活躍も目覚ましく優秀な兵士として成長していき隊における主要なメンバーになってしまい、「隊に絶対必要な人材」のために富豪の権力や財力をもってしても安全な別部署に配属させることができなくなってしまった為、アレッサンドロの新たな悩みの種になっている。フィオ自身もスパローズの面々を気に入っているため、アレッサンドロの説得にも耳を貸さず、辞める気はさらさら無い模様。
非常ににおっとりとした性格であり、孤児として育ったエリとは正反対に両親の愛を一身に受けて育った。また、かなり天然な面があり、ゲーム中に何もせずに立っていると戦場で敷物を引いてサンドイッチを食べ始めるという天然っぷりを見せる。
戦闘に関しては特に銃火器の扱いに長けており『6』『7（XX）』では強化銃の弾数を1.5倍保有でき、スタート時からヘビーマシンガン（イージーモードなら通常弾としてBIGヘビーマシンガン）を使える。入隊させられるまでは軍人になる気は全く無く、大学ではカイロプラクティックや鍼灸を学び将来はスポーツドクターになりたいと考えており、趣味は料理と刺繍とどこまでも軍人向きではない性格である。口癖は「平気です、大丈夫です」。名前の元ネタはマルコと同じく『母をたずねて三千里』に登場するフィオリーナ・ペッピーノから（フィオはペッピーノという名の熊のぬいぐるみを自身の宝物としている）。
スリーサイズは上から88・58・89。丸いメガネを着用しているが、スタッフによるとメガネっ娘という点にもこだわりをかけているという。
外部出演として『ザ・キング・オブ・ファイターズ』シリーズの『'99EVOLUTION』及び『2000』にストライカー専用キャラクターとして登場した。さらに『KOF MAXIMUM IMPACT』シリーズでは、操作可能キャラクターとして登場する。また、ターマ同様『SVC CHAOS』のマーズピープルのエンディングや『NBC』のマルコの勝利デモ及びストーリーにも登場する。その他外伝・外部作品を含めると4人中最も出演回数が多い。
エリとフィオは各種モーションでキャラクターの特徴を差別化されている点も多く、幼虫やカタツムリの吐く強酸を浴びると、先に服だけ溶け、後から体が溶けるという描写になっている。また、アジラビア兵の投げたシャムシールに当たると、独自の動きで倒れる。
トレバー・スペイシー (Trevor Spacey)
『4』のみ参入したメンバー。PF隊所属の軍曹。韓国出身のアメリカ系韓国人（もしくは韓国系アメリカ人）。20歳、身長183cm。
夏休みの課題に対ウイルスのワクチンプログラミングを提出するほどのコンピューターの知識を持つ（あまりにも高性能なため、提出された学校側は現在も会社が販売しているものではなくそのワクチンプログラミングでウイルス対策をしている）。
テコンドー の使い手で近距離格闘では足技も披露するが、ゲーム中では近接攻撃の隙が大きくなるうえシールド兵に対しては盾を素通りして攻撃できないというデメリットになっている（ただし、入るスコアは高めに設定されており、稼ぎプレイでは有利である）。『4』におけるコンピューターウイルスの正体に気づいているらしい。口癖は「やっぱ、パーツはジャンク物ッスよ!」で、ハード面にも拘りがある模様。
アプリ作品に登場するモーデン軍の女参謀アビゲイルは士官学校時代の同期で当時から敵同士に分かれた現在でも恋心を寄せられている。
ナディア・カッセル (Nadia Cassel)
『4』のみ参入したメンバー。スパローズ所属。フランス出身。18歳、身長170cm。
本業はモデルの卵だが、口癖にもある通り、かなりの健啖家である。仕事と趣味を両立させるため、ダイエット目的の激しい運動量が目当てで正規軍に入っている。スパローズに所属しているのは実戦経験をつけるため。
近接攻撃がスタンガンになっており、機械系の敵にもダメージを与えられる（ただし近接攻撃の出る条件は他のキャラクターと一緒なのであまり意味がない）。口癖は「これって美味しい?」。
体型を気にしている節があるが、スリーサイズはプロフィール未表記。
ラルフ・ジョーンズ
『6』から参入するメンバー。『怒』『ザ・キング・オブ・ファイターズ』にも登場した傭兵部隊の大佐。アメリカ出身。39歳、身長188cm。
近接攻撃やザンテツソードのスピードが他メンバーより早く、壁や戦車などの無機物も攻撃できる。また、一回だけ敵に攻撃を受けても残数を失わないが、それ以降は地上での移動速度が若干低下する（実質残機二倍）。ただし、攻撃によっては一撃でミスする場合もあり、落下によるミス等は即死する。特殊格闘攻撃として戦車も高速で破壊可能なバルカンパンチを使う事が出来る。他のキャラクターと比べて強化銃と手榴弾の補充数が少ない。口癖は「よーし、とどめいくか!」（『KOF』では挑発時のセリフ）。
クラーク・スティル
『6』から参入するメンバー。ラルフと同じく『怒』『ザ・キング・オブ・ファイターズ』にも登場した傭兵部隊の少佐（なお、『KOF』では中尉）。アメリカ出身。34歳、身長187cm。
ラルフの頼れる相棒。特殊な性能はないが、ヒット時に無敵が発生して連続して決めることにより得点も上がるスーパーアルゼンチンバックブリーカーを特殊格闘攻撃として使える。投げモーション中は無敵であるが、モーデン兵を始めとする小型の生物敵にしか使えない。口癖は「ヘイ、カモン!」（これも『KOF』での挑発時のセリフ）。
レオナ・ハイデルン
『サバイバーズ』から参入するメンバー。『ザ・キング・オブ・ファイターズ』にも登場した傭兵部隊のメンバー。フィオとはクラークと共にかつて同じ任務に付き、生死を共にした仲でもある。
『XX』ではDLCを使用すれば追加できるキャラクターで、特殊な性能はハンドガンの威力が1.5倍、手榴弾保有数が1.2倍、周囲に攻撃判定があり戦車にも攻撃可能で、敵弾をかき消す必殺技のムーンスラッシャー、ミス時にストックした武器を失わない特徴がある。
スリーサイズは『KOF』シリーズにて公開されているが、『XX』参入時はプロフィール未表記。
ウォルター・ライアン (Walter Ryan)
『アドバンス』の男性主人公。PF隊入隊候補生。オーストラリア出身。21歳。自分の肉体と精神の鍛錬を目当てで正規軍採用最終入隊試験に参加した。スタミナに自信あり。口癖は「筋トレしたいな〜」。
タイラ・エルソン (Tyra Elson)
『アドバンス』の女性主人公。PF隊入隊候補生。アメリカ出身。20歳。正義心から精鋭と名高い正規軍採用最終入隊試験に参加した。ペーパー試験では最高得点を取った。口癖は「私がやるしかないじゃない」。
ギムレット (Gimlet)
『セカンドミッション』の主人公の一人である新兵。
レッドアイ (Red Eye)
『セカンドミッション』の主人公の一人である特殊工作員。反乱軍と異星人のコンタクトを突き止めたが、ライバル視しているPF隊も同様に情報を得ていたため、負けん気な性格から単身潜入を行う。
テキーラ
『セカンドミッション』の隠れ主人公であるサポート隊員。
ロベルト・ニコラ (Roberto Nicola)
『サバイバーズ』から参入するメンバー。PF隊の若きニューフェイス。
ナタリー・ネオ (Natalie Neo)
『ファイターズ』から参入するメンバー。PF隊の若きニューフェイス。
アリサ・スチュワート (Alisa Stewart)
『ウォリアーズ』から参入するメンバー。元特殊部隊出身の女性メカニック。単独行動を好むが大魔王に昇格したマルコにだけは忠実。
フィル・ジーン(Phil Gene)
プロトタイプ・ロケテスト版での1P専用キャラクター。正規軍の男性開発員であり、(プロトタイプ版の世界における)メタルスラッグの開発者。グレーのカラーリング(製品版のメタルスラッグに近いカラーリング)の試作型メタルスラッグSV-001に搭乗する。
ミチコ・ナカジマ
プロトタイプ・ロケテスト版での2P専用キャラクター。フィルの有能な助手であると同時に、彼の最愛の恋人でもある。赤茶色のカラーリング(製品版のTYPE-Rに近いカラーリング)の試作型メタルスラッグSV-002に搭乗する。

### 敵キャラクター
デビルリバース・モーデン (Donald Morden)
本名ドナルド・モーデン。カナダ出身。55歳。
元正規軍元帥でマルコ最大の宿敵。軍部と政治の腐敗を断罪するためにクーデターを起こす。右目に眼帯を掛け軍用緑ベレー帽と緑軍服を着用。『1』『2』『X』『3』『6』『7』『XX』『アドバンス』の反逆軍の長で『1』の最終ボス。『4』『5』の事件には一切関与していない。『アドバンス』の黒幕でもあるが、モーデン自身は未登場で部下達のみ登場し、実行犯はアレンの息子・アレンJrである。マルコの友人と同僚を奪った張本人でマルコには激しく恨まれるが『2』『X』『3』『6』では一時休戦として互いに協力関係を結んだりする。しかし『2』『X』『3』ではマーズピープルに誘拐された為、『2』『X』ではモーデンを救出するために部下達だけマルコ達の仲間になり、モーデンがマルコ達の仲間になったのは『3』『6』だが、『3』ではラグネーム内でマーズピープルに実験兼拷問を受けていた所にマルコ達がやって来てマルコ達に救出された後、次に向かうべき場所をマルコ達に教えただけで、その後は遅れてやって来た部下達に保護され、スペースタンクが半壊しながらも命からがらマーズピープルから逃げラグネームを脱出し、地球に無事帰還した。そして本格的に仲間になった『6』ではインベーダーからの地球侵略を防ぐ為に正規軍とマーズピープルと共に地球を救う為に共闘し、『6』最終ボスの侵略者の王撃破後の爆発に巻き込まれそうになったマルコ達をコントローラーに操られたマルコ達の仲間の1人共々スペースタンクで現れ助けてくれた。しかし一度借りを返せばマルコ達とはまた元の関係に戻る。
『1』ではステージボスとなる開発途上大型機「ヘアバスター・リバーツ」と二次放出攻撃ヘリ「ハイ・ドゥ」から身を乗り出し、バズーカを武器にして戦う。『1』では敵のボスらしく終始シリアスな役柄でマルコとターマの活躍で死亡したと思われたが、『2』で生存が判明。その後は何度も懲りずに反逆を起こしているために『2』以降は三枚目キャラクター扱いされている。しかし敗北を重ねながらも、部下からは相当な信頼を受けており、いざとなれば前述通り本来敵対するべきである正規軍と手を組んででも助けられ、更には義的な世論で一部世間の賛同を得たりと、指導者としては非常に高いカリスマ性を持つ。「HAHAHAHA（ハッハッハッハ）」という高めの笑い声が特徴。
『2』『X』『3』『6』に登場するスペースタンクはマーズピープルから高度な技術を提供して貰った物で、『2』から愛用するようになる。『7』『XX』ではジイ・コッカに乗って登場。
『7』『XX』では産業廃棄物処理島「スクラップ島」を潜伏としていたが、ある番組が産業廃棄物処理島「スクラップ島」を報道していた際にモーデン兵が一瞬横切る姿が映されてしまい、正規軍に潜伏先が産業廃棄物処理島「スクラップ島」だとばれ、そこでマルコ達と戦闘を繰り広げる事になり、『7』『XX』MISSION1ボス地底拠点型兵器「アイアンデスワーム」を操縦してマルコ達と戦闘するが結局敗北。地底拠点型兵器「アイアンデスワーム」をマルコ達に破壊された後にビッグゲートでタイムトリップしてきた未来のモーデン軍が自分を助けに来たことで彼ら共々産業廃棄物処理島「スクラップ島」でモーデン軍を壊滅させに来た正規軍を倒そうと画策。この事から『7』『XX』で未来でもモーデン軍が未だに活動中である事が判明。ただし未来のモーデン軍のボスがモーデンかは明言されなかった。しかし、それでも結局敗北してマルコ達に部下3人共々縄に縛られたまま捕らえられたが、マーズピープルが小型UFOと未確認飛行物体「ダイマンジ」に乗って現れ、モーデン達にミサイルを発射して救出された為にそのまま部下達共々逃げ出した。
ゲームの演出上とはいえ驚異的な生命力を持ち、銃撃や爆発、空中から落下し地面に叩きつけられる、極めつけはダイマンジの外壁に括り付けられたまま宇宙空間に飛び出されても自力で生還したりする不死身の肉体を持つ男。
下着はブリーフ派。『3』からはトランクスを着用し、ごつい外見に似合わずお茶目な模様が特徴である。家庭においても良き父だったが、爆破テロで妻と娘を失った過去があり、これがクーデターの一因でもある。
『1』のFINAL MISSIONでは「ハイ・ドゥ」から落下後、ナイフで追い討ちをかけることができる。
デビルリバース・モーデンの偽者（デビルリバース・モーデンのにせもの）
『3』で登場したマーズピープルが変装したモーデンの偽者。モーデン兵が操縦する二次放出攻撃ヘリ「ハイ・ドゥ」から身を乗り出しバズーカを武器にして戦う。マーズピープルがモーデンを拉致した後、モーデンに変装してモーデン本人に成りすましてモーデン軍を騙し、その場に駆け付けたマルコ達と二次放出攻撃ヘリ「ハイ・ドゥ」を使って対決。変装だけでなくモーデンの驚異的な生命力まで受け継ぎ、銃で撃たれたり、手榴弾の爆発を受けたり、ナイフで切られたり、二次放出攻撃ヘリ「ハイ・ドゥ」を破壊され、地面に叩き付けられても生きていた。マルコ達に二次放出攻撃ヘリ「ハイ・ドゥ」を破壊され敗北したと同時に正体を現し、不意を衝きマルコ達の内の正規軍兵士を1人(2人協力プレイで両方が生存していた場合、1Pの方を)誘拐し、モーデンも未確認飛行物体「ダイマンジ」の外側に括り付けたまま、宇宙へ飛び去ってしまう。
デビルリバース・モーデンの影武者（デビルリバース・モーデンのかげむしゃ）
『4』に登場したテロ組織「アマデウス」の幹部。サイボーグが扮したモーデン元帥の偽者でミッション3のボスとして「アイアン」に乗り込み正規軍兵士を攻撃する。
ロボ・モーデン
『4』のFINAL MISSIONのアマデウス本拠地で登場するサイボーグが扮したモーデン元帥の偽者のアマデウス兵。服装はモーデン本人と偽者と影武者と違い青。アマデウス本拠地で大量に生産・配置され、ダメージを与えると頭部表面の皮膚が剥がれて機械の正体を現す。
アレン・オニール (Allen O'Neil)
反逆軍軍曹（『2』『X』では曹長）でモーデン軍幹部。『1』 - 『3』を通して中ボスとして登場。筋骨隆々としたスキンヘッドの大男で、常に上半身裸なのが特徴。
『初代』においてはモーデンのクーデターで活躍し、身一つで戦場を暴れ回るなどといった実戦の功績のみで、兵から下士官へと異例の昇進を遂げた叩き上げの軍人。敵味方問わず恐れられている男で通称「オニ軍曹」。生身の肉体でありながら普通の戦車を凌ぐほどの耐久力を誇り、威力の高い多彩な攻撃を操る難敵。本来は二脚や三脚で地面に設置したり、命中精度を犠牲にして腰だめで撃つようなマシンガンを、拳銃のように片手のみで保持して主武器にして戦えるほどの膂力の持ち主。また、『2』以降はアレン撃破後に彼の落としたマシンガンを強化銃のヘビーマシンガンとして入手できる。巨体に似合わず俊敏で移動速度が速く、手榴弾を勢いよく投げてきたり、接近戦ではナイフで斬りかかってきたりもする。ダメージを受ける度に体が赤くなっていき、体が完全に真っ赤になった時に攻撃を受けると血しぶきとともに力尽き、「See you in hell.（地獄で会おうぜ。）」と言い残して倒れる。笑い声は「YAHAHAHAHAHA（ヤーハッハッハッハッハ）」。
彼もまたモーデン並みにしぶとい生命力の持ち主で、銃で撃たれた程度では当然死ぬはずもない。さらには寒冷地に縁があり、『1』『7』『XX』では雪山で上半身裸で現れ、『2』『X』ではマルコ達に敗北した際にシャチに飲み込まれるが、逆にシャチの胃袋を食い破って無傷で生還。この時に海から出てくる骨はアレンの骨ではなくシャチの骨である。『3』のFINAL MISSIONでは『開発途上大型機「ヘアバスター・リバーツ」』を破壊され、地面に叩き付けられたにも拘らず無傷でピンピンしており、その後のラグネーム内の戦闘では途中で落ちてくるメタルスラッグに乗っていない状態で特定の場面に行くと登場し、通路確保の為に共闘してくれる。しかし一度借りを返せばマルコ達とはまた元の関係に戻る。i-mode用アプリ『メタルスラッグ外伝』では主人公として抜擢される。『7』『XX』では3タイトルぶりに再登場。更に中ボスでなく、ミッションのボスに昇格し、レベルギガントを操縦してマルコ達に襲い掛かる。
妻ヘンリエッタと娘のナンシー、そして彼と同じように屈強なモーデン軍の兵士となった息子のアレンJrがいる。
製作者いわく「彼には愛すべき家族がいる。だから絶対に生きて帰るんです」とのこと。
サイボーグ アレン・オニール
『4』に登場したテロ組織「アマデウス」のサイボーグが扮したアレン軍曹の偽者。ミッション2のボスとしてトーチカ「ダルマーニュ」で正規軍兵士の進路を塞ぐが、最終的にはトーチカ「ダルマーニュ」をマルコ達に破壊されて、その爆発に巻き込まれて爆死した。
FINAL MISSIONではミッション2の別のサイボーグ アレン・オニールが中ボスとして再登場。一度倒すと全身の皮膚が剥がれ、機械の正体を現して再び戦闘となる。しかし戦闘力は機械の正体を現してもアレン本人と一切変わらず、最終的にはその2体目のサイボーグ アレン・オニールもマルコ達に破壊された。ロボ・モーデンと違って量産化はされておらず、登場したのは2体。FINAL MISSIONで倒すと『2』以降のアレン本人と同じく落としたマシンガンを強化銃のヘビーマシンガンとして入手できる。
アレンJr（アレンジュニア）
『アドバンス』の実行犯で中ボス。アレン・オニールの息子。父と同じくモーデン軍に所属している。ウォルターとタイラの上官に化け、PF隊新兵のための模擬戦闘訓練で彼らを抹殺し、正規軍精鋭の若い芽を摘み取る目的でモーデン軍を送り込み、PF隊の最初の「訓練」をPF隊としての最初の「実戦」にさせた張本人。髪型は父と違い、スキンヘッドではなく、黒髪の角刈りで白いランニングシャツに黒いズボンを着用している。そして、父親譲りの異常なタフネスと筋肉質の体の持ち主で、やはり彼と同じ「YAHAHAHAHAHA（ヤーハッハッハッハッハ）」という高笑いが特徴。
最初はマシンガンで銃撃し手榴弾を勢いよく投げてくるが、一度倒れた後は再び起き上がり、今度はマシンガンと手榴弾を使わずナイフのみを武器とする。ナイフを振り回しながら近づいて襲いかかってくるなど、接近戦の技量にも長けている。
反逆軍兵士（はんぎゃくぐんへいし）
反逆軍などに所属する兵士。盾持ち、バズーカ、ライフル、ナイフ、戦車・戦闘機乗りなど様々な兵種が存在する。単独での戦闘能力はプレイヤーに遠く及ばないが、数で圧倒したり、戦車などと組むことで厄介さは増す。場合によってはメタルスラッグに取りついてダメージを与える。プレイヤーに気づいていないときは炊事をしたり、談笑したり、もしくは新聞を読んだりゲームをやっていたり、トイレで便器に座り用を足してる最中にマルコ達に気付いて驚き便器の中に落ちたりと等身大の人間らしい動きを見せてくれる。その際に近づくとこちらに気づいて驚き、全力で逃げるというさらにコミカルな行動を見せる（そのまま攻撃を仕掛ける勇敢なものもいる）。『1』MISSION 3では爆弾で火だるまになったモーデン兵が思わずモーデン軍の火薬置き場に逃げ込み、その結果大爆発で吹き飛ばされ、「わー！」と叫びながら、画面手前に飛んで来る演出がある。
基本的に兵士本体の耐久力は0と言ってよく、一発の威力が小数点以下の皆無のグレネードやロケットランチャーの爆風、レーザービームでも当たれば死んでしまう。
数ある敵の中で唯一「オーバーキル」を起こす。地上にいる状態でハンドガンやヘビーマシンガンなどの弾丸系の武器で倒した時、地面に倒れるまでの間こちらの弾丸を余計に受け止めてしまうため、後ろにいる敵への攻撃がわずかに遅れる事がある。得点が余計に入ることはないが、『6』『7』でいうラッシュブラスターのゲージは上がる。
反逆軍というだけあり、一部で登場する正規兵も顔が似ていることもある。
モーデン軍（モーデンぐん）
デビルリバース・モーデン率いる反逆軍。シリーズ恒例の敵キャラクターで、フリッツスタイルのヘルメットに緑（オリーブドラブ）単色の戦闘服と、典型的な第二次世界大戦〜ヴェトナム戦争期の古風な軍隊の格好をしている。彼らの使う兵器には白い地に黒い×マークが描かれ、それを赤○で囲んだシンボルマークが施されている。このマークは同盟を結んだマーズピープルのダイマンジとラグネームにも施されている。
一時は世界征服の計画を実現寸前にまで進めた強力な軍隊だったが、『1』において正規軍の最新鋭戦車メタルスラッグの登場で反攻を許し敗北する。『2』では地球外知的生命体の異星人マーズピープルとの接触・同盟に成功、以降の作品は彼らとの協力で再起を図ってもいる。しかし『2』でモーデンがマーズピープルのテクノロジーを独占しようとしていたことで『2』の終盤で裏切られ、『3』では完全に敵対していたが、『6』でルーツマーズの遺体を引き上げた事で和解し、再び同盟を結んだ。
勝利のためには恐ろしい人体実験を行うこともあり、経緯だけを辿れば世界を混乱に陥れた悪の組織だが、リーダーであるモーデンの危機に立ち向かう事態になると敵であるマルコたちと共闘してでも救おうとする忠誠心の篤さや軍人らしい職業意識も見せており、『6』でのインベーダー侵略から地球を守るため率先して迎撃に動くなど道徳的な行動も起こす。そういった姿勢から一部の作品（『2』『X』『3』『6』）ではプレイヤーと協力して戦ってくれるシーンもある。更に『3』ではアレンがマーズピープルの母船『ラグネーム』内の通路確保の為にマルコ達の仲間になり、『6』では何とモーデンまでもがインベーダーからの地球侵略を防ぐ為にマルコ達の仲間になり、侵略者の王を撃破後の大爆発に巻き込まれそうになったマルコ達をスペースタンクで助けてくれた。しかし一度借りを返せばマルコ達とはまた元の関係に戻る。
『アタック』においては正規軍、プトレマイック・アーミーと共に世界三大勢力と謳われている。
『3』ではミニゲームとして3兵種のモーデン軍の兵士でプレイすることができる。さらに、i-mode用アプリ『メタルスラッグタクティクス』では、モーデン兵を操作し、敵のクローン兵を倒すストーリーでモーデン兵を操ることができる。
アマデウス
世界各国にサイバーテロを仕掛けたテロリスト。総帥の名前が「アマデウス博士」で自分の名前を組織名にした模様。モーデン軍に偽装した部隊と防護服の部隊がいる。シンボルマークは白い地に青○で囲った黒字のアルファベット「A」。
幹部にモーデンらしき人物が目撃されたことから関与が疑われたが、マルコ達に倒されてサイボーグが化けた偽者と発覚する。
マルコ達の活躍で第3形態マザーコンピューター「アマデウス」の大爆発に巻き込まれて、アマデウス本拠地内が大爆発を起こし、崩壊したが、組織は『アタック』にて健在であった。
武装のバリエーションに富み、以下の兵士が登場する。
マシンガン兵
アマデウス本拠を守る紺色戦闘服の兵士。バックパックから弾速の速いマシンガンを取り出して攻撃してくる。ライフル兵とは違い、格闘攻撃はしてこない。
防護服兵（緑）
アマデウスに占拠されたテーマパークの遺跡コーナーに登場。ミイラ化爆弾を転がしてくる。当たらなくても爆破点からマミーが出現する。
プトレマイック・アーミー
遺跡盗掘を繰り返す武装集団。『5』では判明しなかったが、『アタック』で最高司令官がプトレマイオスという人物だと判明。突如、正規軍の施設を襲撃してメタルスラッグの設計図を奪う。それまでの敵勢力と容貌が大きく異なり、覆面の戦闘員とガスマスクの精鋭で構成され、メタルスラッグの複製兵器で破壊活動を行う。
モーデン軍との関係は『5』では特に語られなかったが『アタック』にて正規軍同様に兵器強奪を受けた敵対関係であることが明かされる。武器や兵器の一部がモーデン軍と共通しているのも、正規軍のスラッグと同様、強奪・複製したものの為、モーデンからは「ハイエナ」と揶揄される。世界三大勢力の一角。
世界中に白い仮面をばら撒き、不用意に白い仮面を被った人間を仮面兵として操り、様々な事件を引き起こしていた。『5』のラストボスの邪悪の権化の正体は、プトレマイック・アーミーが戦局を変える決定打として開発した究極兵器。プトレマイック・アーミーが行なっていた遺跡発掘に関しては『5』では明らかにされなかったが、『ディフェンス』で超巨大兵器ストーンタートルを発掘していた事が明かされた。
他二軍より武装のバリエーションが少なくガトリング兵とロケット爆弾兵が登場しない。
未来兵（みらいへい）
『7』『XX』で登場する未来からやって来たモーデン軍。未来でもボスがモーデンなのかは明言されていない。『7』『XX』ミッション1クリア後にマルコ達に敗北したモーデンの前にビッグゲートで現れて助けに来た。2本の突起があるヘルメットと青紫の軍服を着用している。ボスを除き兵器も全て青紫。
最終的にはマルコ達にビッグゲートを破壊され、未来に帰還する事が不可能になり、現代に留まる結果となった。EDでは生き残りが一瞬だけ登場した。
ノーマル兵（ノーマルへい）
現代のモーデン兵とは違い、手榴弾ではなくエネルギー弾をプレイヤーに飛ばしてくる。
バズーカ兵（バズーカへい）
バズーカ砲の代わりに、それとよく似たビーム砲でプレイヤーに向かって砲撃する。飛行装置を使って空中から攻撃する兵士もいる。
シールド兵（シールドへい）
バリアをはりながらプレイヤーに攻撃する。現代と同じで一定のダメージを与えるとバリアが解除され、その後は逃走する。
アジラビア兵（アジラビアへい）
『2』『X』で登場する、中近東風の装束や武器で身を固めた兵士。普通に剣を振ったり手榴弾代わりに投げて攻撃してくるタイプ、剣を振り回しながら複数で突撃してくるタイプ、こちらの銃撃を剣で防ぎながら（一定のダメージを与えると剣が折れ、その後は一撃で倒れる。また、グレネード攻撃は剣で捌けず直撃する模様）ラクダに乗って銃撃してくるタイプの3つがある。『4』で登場する海賊もアジラビア兵とほぼ同じ。
アブル・アッバース
『2』『X』で登場する、モーデン軍と同盟を組んだアジラビア革命派のリーダー。頭に巻いたターバンと小太りの体型が特徴で、手に持った指揮刀を振りながら指示を出す。部下がやられそうになると撤退して再起を図るが、ステージボスにあたる巨大兵器が破壊されるとあっけなく白旗を揚げて降伏する。アジラビア兵は彼の部下である。
マミー
『2』 - 『4』に登場。遺跡を守るミイラで、紫色の霧（マミーポイズン）を吐く。ポイズンを食らうとミイラになってしまう。ポイズンを地面を這うコロコロ弾にして吐き出したり、チャリオッツと呼ばれる甲虫を吐き出すタイプや犬の姿をしたタイプもいる。『2』『X』では遺跡の作業員をミイラにする事があり、ショットガン以外の武器で倒すと作業員に戻り、逃げて行く事がある。
ミュータント兵（ミュータントへい）
『2』『X』『3』で登場。反乱軍が一般市民を誘拐して造り上げた改造人間。四つん這いで壁や天井に張り付きながらこちらに接近し、赤くなってから自爆する。『3』のラグネーム内部には同じくオレンジ色になってから自爆する一つ目の赤い生物がいる。
マーズピープル
『2』『X』『3』『6』『7』『XX』で登場する地球外生命体で、ルーツマーズの部下。地球人をはるかに上回る科学力を持つほか、普通の人間よりは高い身体能力を持つ。
タコのような外見であるが、それを指摘すると激怒する一面がある。ゲーム画面では体色は白・灰色・黒で目は黒であるが、イラストでの体色は黄緑色で目は青・黒色。『6』では捕虜としても登場、名前は主に半濁音（パピプペポ）で構成されている者が多く、話し方も半濁音で話す。
地球で墜落事故を起こしてしまい、その修理のために反逆軍であるモーデンたちと手を組み、見返りとして自分たちの高度な技術を提供し、クーデターに参加した。ところが、モーデンがマーズピープルのテクノロジーを独占しようとしていたことに腹を立て、逆に元帥を利用して、地球侵略を企んだ。夜には極地基地で兵士たちを実験のために誘拐していたらしく、モーデンも実験材料として狙っていた。しかし、正規軍とモーデン軍が一致団結したために地球侵略に失敗。『3』で再び地球侵略を図り、地球で様々な怪事件を起こしたが、正規軍とモーデン軍が再び一致団結した上にボスのルーツマーズも殺害されてしまった事から再度失敗する。しかし、『6』でモーデン軍がマーズピープルと再び地球でクーデターを起こすためにルーツマーズの遺体を引き上げたことで和解。そして、再びモーデン軍と同盟を結び、地球でモーデン軍とクーデターを起こした。だが、同作で地球侵略に現れたインベーダーは天敵にあり、仲間を拉致･捕食されていたため正規軍･モーデン軍の両軍と地球防衛の連合軍を結成。『7』ではEDのみの登場だったが、『XX』ではミッションに登場するようになる。『7』『XX』においてはEDでマルコ達に捕まったモーデンたちを救出する等、優しい一面もある。
『2』 のアートギャラリーでは煙草を吸いながら女性兵と愛し合うように寄り添うようなイラストが存在するが、添えられた文章で恋愛感情が芽生えた事実もあったとされている。
モーデンに変装したり、通信機でUFOを呼んだりと芸当が細かい。
外部出演として、『SVC CHAOS』と『ネオジオバトルコロシアム』に、それぞれ隠しキャラクターとして登場した。i-mode用アプリ『メタルスラッグマーズパニック』では、主人公として抜擢される。『メタルスラッグタクティクス』では前作で拉致したモーデン兵からクローン軍を作った。
ルーツマーズ/フェイク・ラスボス
『3』の黒幕で最終ボス。本名「ルーツマーズ」だが、中ボス戦では「フェイク・ラスボス」と言う名前で登場。『2』『X』『3』『6』『7』『XX』に登場するマーズピープルのボス。その姿は黄土色をした巨大なマーズピープルで、顔は継ぎ接ぎの不気味な姿をしており、二本指の細長い腕をしている。脳は剥き出しになっており、機械で固定されている。「フェイク・ラスボス」戦では大量の長い足が描写されている。マーズピープルと違い空を飛ぶ事もでき、その時は足をしまっているようで空を飛ぶ時は顔と手と腕だけの姿になる。「ウフフ、アハッ」と子供が無邪気に笑うような声を出す。
『3』の事件の黒幕で地球で様々な怪事件を起こし、部下のマーズピープルに命令してモーデンとマルコ達の内の1人までも誘拐させた。
フェイク・ラスボス戦では当初はラグネームの中心にて固定されており、脳に固定された機械の青エネルギー弾をマルコ達に飛ばして攻撃して来るが、その機械をマルコ達に破壊され、その爆発に巻き込まれる。しかし死亡しておらず、ルーツマーズ戦ではマルコ達が母船から脱出して乗ったメタルスラッグを両手で掴み襲い掛かり、地球に向かって落下しながら空中戦を繰り広げる。母船を無理矢理脱出した際に「フェイク・ラスボス」で脳に固定されていた機械が外れたため、脳味噌がむき出しになっており、そこが弱点になっている。攻撃方法が頭に残った僅かな機械でリング型の光線を出し、口から大量の緑玉とマルコ達が攻撃を与えるとアイテムに変化するオレンジ玉を1個を下に吐き、その玉を上昇させマルコ達にぶつけようとする。だが最終的にはマルコ達に脳を破壊されて目から瞳が消えて、脳に固定され僅かに残っていた機械から不気味な緑の煙を吹き出し、その死体は地球の海底深くに沈む事となった。その為に『3』EDでも登場し、マルコ達の内の1人が海に捨てた銃共々一時的にその姿を見せ、地球の海底深くに沈んで行くルーツマーズの死体が脳が破壊された状態で生々しく一時的に姿を見せる。しかし『6』でモーデン軍とマーズピープルにその死体を引き上げられ、マーズピープルの科学力でサイボーグ「ルーツマーズスラッグ」で復活登場し、プレイヤーを手に乗せて戦う。この時弱点の脳味噌はカバーで覆われ防御されている。そして、『6』でインベーダーに捕虜・食料として捕らわれた部下のマーズピープルを救出する為正規軍と反乱軍と共に手を組み、地球を救う為に奮闘した。
『6』の途中ステージで彼が登場するルートを選んだ場合、エンディングにてモーデンの代わりに落ちそうになったマルコ達を助けてくれる。
生物系の敵（せいぶつけいのてき）
正式名称ではない。ただし、ヒュージイナゴや、マンイーター（この場合は人食い花）などのように名前が発表されている種類もある。基本的に巨大化し凶暴化したカニ、イナゴ、カタツムリなどの総称。これに対し戦車などは機械系の敵と呼ばれることがある。大抵はナイフで攻撃できる。同じ外見でも場所によって戦闘力・耐久力が異なるタイプがある。主に『3』で登場。
ゾンビ
『3』『4』に登場。死亡した一般人の男女や反逆軍兵士の死体が腐敗して命を持ったもの。倒すと性別問わず「ぷわぁ」と低い声を発して爆散する。銃や刃物で倒すと即爆散するが、火炎放射器で倒すと燃えた状態で暫く歩いてから消滅する。体液を飛ばし、これに当たったプレイヤー及び一般市民はゾンビになってしまう。外見によって体液の飛ばし方が異なり、たとえば小太りの中年型ゾンビは上半身が縦に割れ吐き出す一方、青年型ゾンビは嘔吐物を手に取って放り投げるなどの違いがある。出てくる場所によって体力が異なる。強化種として、体液を広範囲に放つタールマンが存在する。
アイスメン
『3』『4』に登場する雪男。冷たい息を吐き、この冷気に当たると雪ダルマになってしまう。この状態で接近されると骨で殴りかかってくる。開発時にはこの冷気のキラキラした尾が長く、その見た目から「メルヘン弾」と呼ばれていたが、基板の処理能力の都合で短く削られてしまったという。
ジャポネス兵（ジャポネスへい）
『3』『アドバンス』で登場する兵士。旧正規軍とも呼ばれる。先の戦争が終結したことを信じず、現地で徹底抗戦を続けている。帽垂布の付いた熱帯ジャングル地域向けの戦闘帽を着用していることから日本兵と呼ばれることもあるが、これは誤りらしい（ただし『3』のサウンドトラック中のジャポネス兵登場面の曲名は「日本兵」である）。腰に提げた刀による攻撃は振りが異常に早く、複数を相手にするときは油断できない。拠点入口は「入口」と漢字で書かれており、内部は神社のようになっている。兵器や垂れ幕に描かれている紋章は白丸に赤い三日月。彼らの使う戦車や戦闘機はすべて人力で動いている。派生キャラクターとして、倒した後に自爆を試みる「ジャポネス突撃兵」がいる。
ブラックプレイヤー
『3』で登場するクローン兵。マーズピープルに攫われたプレイヤーキャラクターを基に生産された。ハンドガン、強化銃、ナイフ、手榴弾等で攻撃してくる。4人の内誰のコピーであっても戦闘力は同じだが、配置場所によって挙動、持っている強化銃の種類、耐久力が異なる。
フェイルプレイヤー
破壊されたクローン培養槽から排出され、ゾンビ化したブラックプレイヤー。ラグネームから脱出する正規兵を追撃し、強力な吐血攻撃を仕掛けてくる。
アマデウス博士（アマデウスはかせ）
テロ組織「アマデウス」の総帥で『4』の事件の黒幕で最終ボス。『アタック』では「博士」と言う名前になっている。左目に片眼鏡に白髪の後ろ髪と横髪が残った禿頭と青い宇宙服の様なスーツを着用した姿が特徴。初登場に「ふっふっひっひっひっひっはっはっ」と言う独特な笑い方をする。軍のコンピューターすら侵すウイルス「ホワイト・ベイビー」を誕生させる声明をインターネット上で告知させる。幹部にモーデンとアレンが目撃されたことから関与が疑われたが、実は彼等の正体はマルコ達に倒されてサイボーグが化けた偽者と発覚する。更に『4』で登場したモーデン兵もアマデウス兵が化けた偽者だった。FINAL MISSIONでアマデウス本拠地に攻め込んで来たマルコ達と対決する事になり、マザーコンピューター「アマデウス」でマルコ達に襲い掛かるが第1形態、第2形態のマザーコンピューター「アマデウス」を破壊され最終形態の第3形態を繰り出すが、これも破壊されてしまい、更には第1形態、第2形態と違い脱出不可能になってしまい、第3形態マザーコンピューター「アマデウス」の大爆発に巻き込まれ、そのまま基地ごと爆死したように思われたが、『ディフェンス』『アタック』にて組織共々、生還していたのが明らかになる。
『アタック』ではモーデンストーリーでアマデウス博士の立ち絵を見る事が出来る。
研究員（けんきゅういん）
『3』『4』で登場。
『3』では背景の一般市民と同じ扱いだが、『4』ではアマデウス所属でプレイヤーをサル化させる銃で攻撃する。注射器による近接攻撃もしてくる。
ゾンビの登場する面では、ゾンビ化した状態で攻撃を仕掛ける。ほとんどは倒すとゾンビ化を解除できる得点アイテム「ゾンビワクチン」を落とす。
本来『3』の時点では「飛行機墜落現場に駆け付けた医師」という設定。
原住民（げんじゅうみん）
『5』『アドバンス』で登場。異様な格好と仮面を特徴としており、斧を振り回したり、たいまつや槍を投げてくる。中には老人もいる。
『5』では原住民の1人の老人が、プトレマイック・アーミーにより世界中にばら撒かれた白い仮面の1個を興味本位で不用意に装着してしまい、プトレマイック・アーミーに操られ仮面兵にされてしまう。
海賊（かいぞく）
『4』で登場。ミッション5の海での移動中、貨物船の船底などに登場して襲撃してくる。剣を持っている。
プトレマイオス
『5』の黒幕である、プトレマイック・アーミー最高司令官を務める老人。秘密組織「レッド・ゴブリン」をたった1人で壊滅させた過去を持つ。
元は『5』の没キャラクターだったため、同作では未登場だったが、『アタック』のイベントで正式登場した。『PTOLEMAIC ATTACK』で初登場。 ソル・デ・ロカを破壊した正規軍の兵士達を纏めて葬りコアを強奪。コアの力を用いて祭壇と塔が一体になった物体を創造し、更に配下の仮面兵を召喚。何かしらの目的の為に暗躍を始める。
司令官（しれいかん）
『5』に登場する水色の軍服を着たプトレマイック・アーミーの前線指揮官。部下へ指示をした後に逃げるタイプと、跳ね回りながら拳銃で撃つタイプの2種類の攻撃方法を使う。逃げる時に倒すことも可能。
スナイパー
『5』に登場する緑の戦闘服にヘッドフォンを付けたアマデウスの狙撃手。ライフル兵の役割で箱を被り身を隠すなど一般兵より芸が細かい。
仮面兵（かめんへい）
プトレマイック・アーミーの兵士で、白い仮面に白衣姿の兵士。赤、緑、紫、黒の4色が存在。浮遊弾を撃ち、浮遊弾はだんだん下がっていく軌道で破壊可能。大半は一度だけ倒しても一定時間後に起き上がって復活する。その正体はプトレマイック・アーミーが世界中にばら撒いた白い仮面を興味本位で不用意に被ってしまった一般人で、その結果プトレマイック・アーミーの力で操られる。『5』デモシーンで原住民の1人の老人が白い仮面を被って操られてしまう。
インベーダー
『6』で登場。ミッション2クリア後のデモでマーズピープルを捕食している。爆発する芋虫を吐いたり、前方に伸びながらの頭突き、回転して跳ねながらの体当たりで攻撃してくる。虫のような羽根のある個体もおり、そちらは空中から炎の弾を吐いてくる。また、小型の飛行体もおり、取り付き攻撃を仕掛けてくる。取り付かれるとラルフでも即死。人間に取り付き、彼らを操って攻撃する。
侵略者の王「インベーダー・キング」（しんりゃくしゃのおう「インベーダー・キング」）
『6』の最終ボスでインベーダーのボス。地球を侵略しに隕石に乗って部下のインベーダーと共に地球にやって来た。隕石の墜落地点の近くに巣を作り、最深部の繭の中で丸まって待ち構えている。また、その巣の中には捕虜及び食料として捕まえたマーズピープルが試験管の中に入れられている。
中華兵（ちゅうかへい）
『6』で登場するアジア系の顔をした兵士。普段は何もしてこないが、飛行型のインベーダーに寄生されることにより、手榴弾や触手伸ばしで攻撃してくる。
ケワルド・オグマ (Kewald Ogma)
3D版『メタルスラッグ』に出てくる「ケワルド・オグマ社」の社長。モーデン軍に資金出資やケワルド・オグマ社の技術提供をしている。実は過去から来た歴史学者で文明の無限の進化を研究していた。そのため、モーデンに近づいて3億年の情報が詰まった『情報集積装置「アラトル」』を探し出し、過去に戻った後、マルコ達を歴史ごと抹消しようとした。

### 味方キャラクター
戦場の最前線で捕まったり、身動きが取れなくなっている正規軍メンバー。助け出すとステージクリア時に救出数に応じて点数ボーナスを得ることができる。ただしミスをすると救出数はリセットされる。
10人以上助けると更にボーナスが入る。また、相川姉妹、百太郎、ウータン、ダイトウリョウの得点は通常捕虜の三人分。
捕虜（ほりょ）
敵に捕まっている正規軍兵士や研究所所員で、外見的な特徴としては捕虜生活によって毛が伸び放題になっていることが挙げられる。縛られていたり、吊るされていたり、歩いていたり、磔にされていたり、焚き火の上で尻を炙られていたりと様々。また画面上には見えていないが特定の場所を攻撃することで出現する隠し捕虜もいる。
助けるとその場で腕を振りながらその場を左右をスキップし、スキップしながらマルコ達に向かって来たり、両手を羽ばたかせながら落ちて来たり、柱や岩などの場所を上り下りしてマルコ達に向かって来るなど様々でマルコ達に接触すると「Thank you!!」と言ってパンツの中に隠し持っている武器やアイテムを出して「ではっ！」と言い敬礼して両手を上に上げながら一目散に逃げて行く。『1』ではアイテムを出さず敬礼して去る捕虜もいる。そのまま水や穴に落ちたりする者もいるが、きちんとカウントされる。中にはマルコ達を援護するべく、わざと捕まっている特殊部隊員「一文字百太郎」もいる。
モーデン軍は彼らを人の壁作戦に利用する為、わざと前線に放置しているのだが、その捕虜達がアイテムを隠し持っており、助けてくれたお礼にマルコ達にアイテムをだして手助けしている為、むしろ逆効果である。モーデン軍以外の敵勢力もモーデン軍同様、わざと捕虜を前線に放置している。『3』ミッション2のゾンビステージでモーデン兵が氷漬けにされており、助けると「Thank you!!」と言って敬礼するが、アイテムは出してくれず、そのまま立ち去る。『5』ではサラリーマンが新しく捕虜として登場し、マルコ達に向かって来て接触するとアタッシュケースに隠し持っていたアイテムを出してお辞儀をした後に去って行く。『6』ではマーズピープルも捕虜になっており、助けるとゆっくりと前進し、接触すると「ぴぃ!!」と敬礼し、通信機で呼び出したUFOでアイテムも一緒に持ち出し、それをマルコ達に渡してUFOに乗り去って行く。中にはUFOに乗り共に戦ってくれるマーズピープルもいる。『セカンドミッション』では、外見はどう見ても男なのに女性が混じっている。なお、彼等の名前には様々な元ネタがある。
一文字百太郎（いちもんじ ひゃくたろう） (Hyakutaro Ichimonji)
正規軍少尉（『セカンドミッション』では大魔王）。捕虜に見えるが実際はわざと捕まった潜入工作員であり、特殊部隊の凄腕。アイテムを出さない代わりに、気弾を放つ能力と、接近戦では華麗なる旋風脚でマルコたちを一定の場所まで援護する。プレイヤーであるマルコ達が死亡すると「ではっ！」と言い敬礼して両手を上に上げながら一目散に逃げて行く。『ネオジオバトルコロシアム』にも登場。
相川留美（あいかわ るみ） (Rumi Aikawa)
正規軍名誉伍長（『1』のアナザーストーリーでは二等兵）。京都出身。もと一般人だが、姉を正規軍の病院に入れるべく軍に志願した。後方の補給部隊の所属だが、毎度軍の手違いで最前線に送られてしまい、前に出した足を真っ直ぐに出して歩きながらアイテムが入ったリュックを重そうに運ぶ。撃つとリュックに穴が開きアイテムを点々と落とす。接触すると後ろに転び、捕虜と同様にアイテムを渡し「はっ！」と言い敬礼して両手を前に出しながら一目散に逃げて行く。姉と同じく方向音痴である。
『3D』では補給部隊所属というだけあり、輸送ヘリに乗りスラッグを投下するなど主要キャラクターとして活躍する。
相川まどか（あいかわまどか） (Madoka Aikawa)
正規軍二等兵。京都出身。留美の姉であり体が弱かったが、妹の努力により正規軍の病院に入ったことで快方。『3』以降では留美同様に補給部隊に所属している。留美同様毎度軍の手違いで最前線に送られてしまい、前に出した足を真っ直ぐに出して歩きながらアイテムが入ったリュックを重そうに運ぶ。リュックの色が留美と異なるが、撃つとアイテムを落とす点は同じで、接触すると後ろに倒れ、捕虜と同様にアイテムを渡し「はっ！」と言い敬礼して両手を前に出しながら一目散に逃げて行く。妹と同じく方向音痴である。
ウータン (Utan)
『3』で導入された援護目的の猿。バナナが好物で、時折パンツの中にしまってあるバナナを取り出して食べるが、たまにバナナに似た別のものを誤って取り出して赤面する。
手にしているウージーで敵を攻撃するが、気まぐれでしか撃たない。百太郎の攻撃と違い得点が入らない為、下手すれば編隊ボーナスをふいにされる事も。
ダイトウリョウ (President)
『3』『4』の登場する敵に捕まっているVIP。通常の捕虜と異なり、2つのアイテムを出す。助け出すと電話で「は〜い」と言い、電話で2人のボディーガードを呼び出し、ボディーガードが1人1個のアイテムをアタッシュケースから出して支給した後に去って行く。たまにボディーガード達に置いて行かれ愕然とするが、1人のボディーガードが笑いながら戻って来てしっかり連れていってくれる。

### コンバットスクール教官
ソフィア・グリーンヴィル (Sophia Greenville)
声 - 冨永みーな
『1』のコンバットスクールの教官。ミネソタ出身の28歳。階級は少佐。身長168cm、体重50kg。スリーサイズは82・57・90。愛称はソフィー。SF系の読書を好み、カント哲学を相等研究していた。たくましくて誰かを守り抜くような人が好み。運動好きでバス釣りが得意。また、他者の言動から、その人の星座を当てようとする趣味がある。
入校したての新兵(プレイヤー)にも比較的フランクな口調で話す。教官らしく階級の低い新兵にはちょっと辛辣な態度で接するが、階級が上がるごとにプライベートなことも少しずつ話していき、恋していく。入校者をしごきぬいて立派に巣立たせることを誇りに思う。
後に元帥以上の、人間を超越した大魔王という階級に至ったプレイヤーへ僕として崇拝するに至り、求められたことに対しては故郷を捨てるほど躊躇なく従う。マーガレットによると、その後上位階級のプレイヤーと結婚して除隊している（または大魔王となったプレイヤーとどこかへ旅立っている）。
『アタック』に登場するモーデン軍の女性教官ナオミとは士官学校時代の同期。
マーガレット・サウスウッド (Margaret Southwood)
声 - 半場友恵
『X』のコンバットスクール教官。フロリダ出身の29歳。ソフィアと同じく階級は少佐。身長158cm、体重49kg。スリーサイズは89・57・82のトランジスタグラマー。愛称はメグ。元既婚者であり、トーマスという5歳になる息子がいる。好きな性格は優しい人であること。バス釣りと園芸が趣味で、洋ランを栽培している。カトレアも好み。乙女ティックな恋愛を求めている。
入りたてのプレイヤーには丁寧な口調で案内をするが、低階級のプレイヤーには意地悪な態度で接する。ソフィア以上に厳しく激励叱咤を飛ばすが、これもまた、戦場へ向かう兵を守るためのことであり、兵たちの無事を祈っている。
前の婚約者とは突然別れを切り出される形で離れていったため、上位階級になったプレイヤーが除隊するのを願っておらず、該当プレイヤーが除隊してしまうと欠勤を挟んで髪を短く切り気分転換を図る。プレイヤーが大魔王となった時は同棲する形で、息子共々僕となる。
マーズピープルについて機密事項ながら何かを知っている節があり、聞こうとしたプレイヤーに対して命の心配をする。しかし、プレイヤーが大魔王になると逆に彼らを脅威とせず、駆逐すら進言する。

### その他
鈴木早智子
初代の1P側のエンディングに登場する女性。橋の入り口付近(ゲーム本編でいう所の、ミッション2の序盤)に立てられているモーデン兵の墓の前で、涙を流していた。

## 初期装備
ハンドガン
デフォルトでのプレーヤーの通常武器。弾道はまっすぐ飛んでいく。立ち時は左・右・上、しゃがみ時は左・右、ジャンプ時は上・下・左・右に撃てる。『初代』のみ全方位に同じ連射速度で撃てるが、『2』以降はしゃがみ撃ち=通常の立ち撃ち、ジャンプ時の左右撃ち=上撃ち、下撃ちの順に連射速度が落ちる。威力は1。
ナイフ
近接攻撃。敵兵士や縛られている捕虜に近接している際に攻撃可能だが、戦車などの兵器に対しては無効（『アドバンス』では「斬鉄剣」というカードを取れば戦車にも攻撃が効くようになる）。ハンドガン（100点）よりも攻撃力と得点（500点）が高い。キャラクターによってはパンチやキックなどの体術、トンファー、手斧（エリ、フィオ）、スタンガン（ナディア）、ボクシンググローブ付きマジックハンド（マルコ、ターマ、『ネオジオバトルコロシアム』では「シークレットブロウ」という名で登場）、フォーク（デブ時）等、キャラクターによって見た目が変わることがあるが性能は変わらない。『6』では任意に出す事ができ、この場合も専用の動作になる。威力は3。
手榴弾
初期状態で使用可能な手投げ爆弾。最初に10発持っている。放物線を描いて飛び、弾体と爆風で敵に大ダメージを与える。レバーを入れながらで若干の遠投が可能。6以降のエリのみ、上下の縦軸投げが可能。通常は画面内に2発までしか発射できないが、メタルスラッグに乗っているときにレバー↓を入れながら使用すると8発まで投げられる。直接当てた時の威力は10で、爆風の威力は戦車等の兵器には10、近接で攻撃できる敵には0.1。
バルカンパンチ
ラルフ専用の特殊近接攻撃。やや発生が遅いが断続的に攻撃でき、技中に前後移動が可能。ナイフと違い戦車などに対しても有効で、威力は5×8と極めて高い。
スーパーアルゼンチンバックブリーカー（SAB）
クラーク専用の特殊近接攻撃。戦車などの兵器には無効だが、決まる相手なら一発で倒せ、さらに連続して決める事で独自の得点ボーナスが入り、高得点を狙える。また、成功すれば決めた後の少しの間まで無敵になる。
投げ技なので外的負傷が発生せず、特定のエイリアンを通常の方法で倒した際、死に際に出す芋虫を発生させない効果もある。

## 強化銃・強化グレネード
味方捕虜などから支給される、ハンドガン以上の攻撃力を持つ銃。装備すると、ほとんどの銃で見た目がアサルトライフル状のものに変化する。弾数に制限があり、弾を撃ち尽くすかミスをすると無くなってしまう。『X』以降は一部の銃に弾の大きいBIG版が存在。デブ時には各アイテム弾が違うタイプのバージョンに変わる。弾数は『6』ではイージーモードでのもの（ハードモードではその半分）。なお、家庭用シリーズのメタルスラッグ2のアートギャラリーの画像では、文字入りのアイテムマークは銃と弾薬が入ったトランクとして表現されている。
ヘビーマシンガン（ヘヴィマシンガン）
両手持ちのマシンガン。1発当たりの攻撃力はハンドガンと同じだが、ショットボタン1回で4発の弾が出るため連射性能が高い。また、連射中に射角を変えることでハンドガンでは死角となる斜め方向への攻撃が可能となっている。一点集中や弾幕張りなど幅広い運用が可能なため、強化武器の中では比較的扱いやすい部類に入る。全作品で登場。ゲーム中では「H」。弾数は200発、威力は1。BIG版は米のような大きい楕円形の形に弾が太くなる。さらにデブ時は通常版は水玉模様のような大小の形、BIG版はさらに巨大な楕円形の形で「2」と「X」では斜めに撃つことができず扱いづらかったが「3」からは斜めも可能になった。『6』のイージーモード、『7』のメインミッション（難易度ビギナー）では通常弾として弾数無制限で使える。
ロケットランチャー
軽いホーミング（誘導）機能を持つ小型ロケット弾を放つ。着弾時の爆風にも攻撃判定があるため、土嚢の裏にいる敵や複数の兵士をまとめて撃破することもできる。単発の攻撃力は低くもなく、高くもないが弾速と連射力が低いのが難(至近距離並びにマルコ(7以降)のバーストショットで連射可能)。全作品に登場。ゲーム中では「R」。弾数は30発、威力は3。BIG版も存在。デブ時はホーミング機能が強化されるが、スピードがダウンし使い勝手は良くない。
ショットガン
射程の短い散弾を放つ。低い連射力を補い、なおかつ余りあるほどの攻撃力を誇る。戦車の懐に潜り込めば数発で撃破できるが、混戦時はリーチの短さと大振りすぎるのが仇になりやすい。接触時間がダメージソースになるフレイムショットに比べ、こちらは瞬間的な攻撃に強く、当たり判定内なら一律に同じダメージを与えられる。デブ時には散弾範囲が広くなる。ゲーム中では「S」、弾数は30発、威力は20。BIG版も存在するが、弾数は15発になっている。攻撃力は強化銃の中では最大。
フレイムショット
火炎放射器。生物系の敵（取り分けミイラやゾンビ等）に高い効果を持つ炎を撃ち出す。ダメージは炎の接触時間に応じて変わる。『初代』では遠くへ飛ばす貫通火炎弾となっており、リーチと弾速が速かったが、対兵器に対する威力が低く、対兵士特化型の武器となっていた。『2』以降は炎をその場に吹き散らすタイプとなりリーチが短くなった反面、近接における炎との接触時間が長くなったため、脅威的な攻撃力を誇るようになった（巨大戦車に近づいて発射すればショットガン以上となる）。5以外で登場。ゲーム中では「F」。弾数は30発、威力は毎フレーム3。BIG版も存在。デブ時には広範囲を焼き払うことが出来、使い勝手がよくなる。
レーザーガン
直線状にレーザーを放つ。ショットボタンを押している間は弾が途切れることなく攻撃判定が発生するため、連射力はヘビーマシンガンをも上回る。『2』以降登場。ゲーム中では「L」。弾数は200発だが、全強化銃最強の連射力ゆえに弾切れが早い。威力は0.8。BIG版も存在。耐久力のある敵にも継続してダメージを与えられるが貫通力は弱いため、敵の接近を許してしまうと脆い面もある（モーデン兵のような弱い敵なら貫通して一撃で倒すことが出来る）。『6』では斜めにも撃てるようになり、より使いやすい武器となった。デブ時はレーザーが波状になり照射範囲が広くなる。
エネミーチェイサー
高いホーミング機能を持つ小型ロケット弾を放つ。ショットボタンを押していれば自動的に弾が敵に当たりに行ってくれるが、狙撃対象が複数あったり、近すぎたりすると、弾があさっての方向に飛んで行ったりもしてしまう。着弾時爆風が発生するが、ロケットランチャーよりは小さい。爆風の大きさ以外ほぼすべての面がロケットランチャーより上。『X』以降登場。ゲーム中では「C」。連射力は低い。デブ時はミサイルが少し太くなるが性能は変わらず。弾数は40発、威力は3。
アイアンリザード
ロケット噴射により地面を疾走する車輪台座付き自走弾を放つ。接地しないとほとんど前進しないため空中向けには扱いづらい。接地時の前進速度は非常に速く、地面に接している相手には攻撃力も低くなく、爆風も発生するため使いやすい。『X』以降登場。ゲーム中では「I」。デブ時は卵のような人形になり疾走するが、コケたり立ち止まったりと気まぐれな行動をする場合もある。弾数は30発。
ドロップショット
地面を跳ねる性質を持つ爆弾を放つ。弾速が遅く、連射力も射程も低いため、他の武器と比べて明らかに扱いにくく、雑誌『月刊アルカディア』では「武器の形をした罠」とまで言われている。『X』以降登場。ゲーム中では「D」。弾数は30発。デブ状態では弾が異常なほど巨大になり、多少扱いやすくなる。下方向の敵やでこぼこした地形には強く、『X』ではミッション3で、『7』ではボスに対して効果を発揮する。
スーパーグレネード
巨大な榴弾を放つ。ハンドガンと同じ程度の弾速があり、着弾時に上方向に攻撃判定を持つ爆風が伸びる。『X』以降登場。ゲーム中では「G」。弾数は20発、威力は10。デブ時は連射力がアップする。
ツーマシンガン（ダブルマシンガン）
2丁のマシンガンで同時に射撃する。ヘビーマシンガン以上、レーザーショット以下の連射力を持つ。斜め方向へ射撃出来ないのが弱点。『4』以降登場。ゲーム中では「2H」。所持した状態でクリアすると、専用のポーズを取る。弾数は200発。デブ状態では銃自体も大型化する。
サンダークラウド
ハンドガンと併用して使う武器。人工の雷雲を発生させ、雷で攻撃する。『3』『4』で登場。ゲーム中ではCLOUD（雲マーク）。弾数は30発。命中率は悪い。ゾンビ状態でも取得すれば使用可能。
モビルサテライト
ハンドガンと併用して使う武器。小型の人工衛星のような物を飛ばし、そこからビームのようなものを敵に飛ばして攻撃する。『3』『XX』で登場。弾数は200発。
ザンテツソード
名前通り、剣状の武器で、ナイフのように振るい衝撃波を放つ。衝撃波は敵弾をかき消す事ができ、攻撃して入る得点はナイフと同じだが射程は短く、左右にしか放てない。また、近接時にナイフに切り替わらないので無駄遣いしやすい。『6』『7』で登場。ゲーム中では「Z」。弾数は10発。
スナイパーライフル
スコープで遠距離から狙撃出来る。『3D』で登場。ゲーム中では「SR」。弾数は最高50発。
サンダーショット
銃口からスパークを流し、電流で攻撃する。『7』で登場。ゲーム内では「T」。弾数は30発。電流にはうねるような追尾性があり敵を貫通するが、威力は低め。相手がモーデン兵なら適当に撃っているだけで一掃してくれる。この武器だけ説明書に詳細が記載されていない。
フレイムボトル
名前通りの火炎瓶。他の強化銃と違い、手榴弾がこれに変化する。手榴弾と同じく放物線軌道で飛び、着地時に炎が地面に広がってダメージを与える。攻撃力は低いが攻撃範囲が広い。『2』以降で登場。この武器は特殊で生き物系の敵に対する当たり判定が存在せず、兵器系の敵に当たると爆発する。威力は兵器系の敵に直接当てると8、着弾時の炎は1.5の持続火柱を発生させる。
ストーン
手榴弾が石に変化する。爆風が出ないためやや使いづらい。『X』以降で登場。地面に落ちた後も攻撃判定が残るため、高速スクロールステージでは、スクロールする地面に投げるだけで地上を走るバイク兵に当てることができる。宇宙人の乗るUFOを一撃で破壊する事が出来る。
スモークボム
白い煙を出して敵の目をくらまし、主人公が発見されないようになる。『3D』で登場。直接の攻撃能力はない。
モノリス
『3D』で登場。アイテムを投擲した地点に、火星から『3』で登場したモノリスを呼び寄せて、石版を降らせる。威力は非常に強力で、バランスブレイカーでもある。全ステージクリアすると使える。
ハンドキャノン
家庭用移植版のコンバットスクールモードで大魔王になると初期装備となる。メタルスラッグのキャノン砲を弾数無制限で連射可能。

## 状態異常
『2』以降はプレイヤーキャラクターに状態異常が発生する可能性のあるステージがある。
ミイラ化
ミイラの吐き出す紫色のガスや、蝙蝠が運んできて落とす紫色の薬に触れてしまうと変化。持っている強化銃が無くなる、近接攻撃不可、歩行、ジャンプ、手榴弾の動きが遅くなるといったペナルティがつく。ミイラ状態で再び何らかの攻撃を受けるとミスとなる。デメリットしかないが、ジャンプの上昇降下がゆっくりになるため、ギリジャン等がやりやすくなるメリットは一応ある。専用の回復アイテムである聖水（光る薬の入った小瓶）を取得すると通常の人間に戻る。『2』、『X』の2面、『3』の4面、『4』の4面などで発生。遺跡の作業員や探検家がガスを受けてもミイラ化し、敵として襲い掛かってくる。また、手榴弾を投げると一定の確率で自分の頭を投げ、その場合は火炎瓶を持っていても手榴弾となる。
デブ化
食物の得点アイテムを大量に取ると変化、というように説明されているが、実際は特定ステージの特定の箇所で一定個数の食べ物得点アイテムを取る事で発生する。プレイヤーの動きが緩慢になり、武器の連射力がダウンする。他にもしゃがみ時の近接攻撃も鞭打になり、大幅に連射速度が下がってしまう。武器の性能がUPしたと勘違いされがちだが、攻撃判定こそ大きくなっているものの威力は全く変わらない（中には弾の性質、軌道そのものが変わる事も）。弾速や軌道の関係上、武器によってはメリットよりもデメリットの方が目立ってしまう場合も。ただし、しゃがみ時以外の近接攻撃であるフォークの連射速度が極めて速いという強化点もある。一定の場面まで進む、または専用のアイテム（痩身剤の壺）を取ると回復。『2』の4面、『X』の3面と4面、『3』の1面と4面とファイナル、『4』の3面、『5』の1面等で発生。なおデブになる瞬間は無敵状態となる。
ゾンビ化
ゾンビの飛ばしてくる黄色い体液に触れてしまうと変化。持っている強化銃が無くなり、しゃがみと近接攻撃ができなくなり、歩行・ジャンプ力が極端に低下する（ジャンプに関してはほぼジャンプできていない）といったペナルティがつくかわりに、通常兵器による攻撃に対して耐性がついたり、手榴弾攻撃がとても強力な吐血攻撃に変化したりなどといった超強化もされる風変わりな状態異常である。専用のアイテム（救急箱）を取ると回復。再びゾンビの体液や、雪男の吐息、宇宙人の攻撃などを受けたり、通常兵器による攻撃を受け続けると耐え切れずにミスとなる。『3』の2面、『4』の4面などに登場。一般市民にゾンビの体液が命中した場合、その者もゾンビ化して襲い掛かってくる。また、ゾンビ化してもなお体当たりで襲い掛かってくる反逆軍兵士も存在する。
雪だるま化
雪男が口から吐き出す白色のガスに触れてしまうと変化。『7』ではコンバットスクールの特別訓練の一環としてのみ登場する。雪だるまに閉じ込められ動けなくなり、ゾンビ状態なら即死する。レバー入力とボタン入力を繰り返す（レバガチャ）ことで脱出できるが、その間に何らかの攻撃を受けるとミスになる。なお雪男は雪だるま状態のプレイヤーがいる場合は大骨で殴ってくる。脱出直後はコンマ数秒だが無敵時間がつく。『3』の2面、『4』の3面、『7』のコンバットスクールで登場。
オランウータン化
研究員兵の攻撃を受けてしまうと変化。オランウータンになってしまう。銃が専用の弱い小型マシンガンになり、歩行が遅くなるといったペナルティがつく。しかしジャンプ高度が劇的に上がり、高いところにある棒を掴み、そこを移動できるようになる。専用のアイテム（ワクチン）を取ると回復。再び何らかの攻撃を受けるとミスとなる。『4』の1面とファイナルで登場。

## 乗り物
正規軍から支給されたり、敵から奪うことでプレイヤーが乗り込める兵器がある。基本となる兵器系と生き物系の乗り物の2種類がある。
基本としていくらでも撃て連射が利くバルカン砲を搭載しているので攻撃面が強化される上、乗り降り時に無敵（通称：鬼避け）になるので、乱戦時やボス戦で重宝する。さらに、一部の乗り物は生身の敵兵なら移動中に接触しただけで轢いて倒すことができる。
兵器系の乗り物は耐久度が設定されており、『3』まではライフが3で2回までなら被弾しても持ちこたえることができる（3回目で爆発し、爆発までに脱出しないとミスになる）。『4』以降では被弾した攻撃によってダメージが変化し、必ずしも3回の被弾で破壊ではなくなった。ライフはジュリ缶を兵器系の乗り物に乗っている状態で取る事で回復できる。
生き物系（キャラクターがそのまま跨って乗っているタイプ）は、乗っているキャラクターに敵弾が当たるとそのままミスとなる。ただし、生き物そのものには当たり判定がないため、被弾で乗り物が破壊されることはない。
どちらも最終手段として、乗り物を放棄し敵にぶつける「メタスラアタック」が可能（一部の乗り物はできない）。また、ステージクリア時（ボス撃破時）に乗り物に乗っていると高ボーナス点が、『6』からはメタスラアタックでボスを撃破するとさらに高いボーナス点が入る。
SV-001/I/II メタルスラッグ
本作品の名前にもなっている、一人乗りの高性能小型戦車。タイトルにもなっている通りこの作品を象徴する乗り物で、シリーズほぼ全ての作品で登場。時には敵が独自に開発した派生機としてモーデン軍の「フォウォール」、プトレマイック・アーミーの「METAL REAR」「ブラックハウンド」などが立ちはだかることも。登場しない作品もある。
機体設定に関してはPS版の初代資料では、全長:2,575mm、全幅:2,266mm、全高:2,163mm、重量:2,850kg。装甲には、劣化ウラン、セラミック、強化プラスチックを複合したスナップロック構造で構成。開発年は2026年となっている。
連射速度に長け全方位360度に攻撃可能なバルカン砲を機体後部のキャタピラ上部に装備(厳密には左右2門だが、本シリーズは横から見た視点であるため1門に見える。『3D』では左右2門ある。)。また、主砲からは放物線を描いて飛ぶキャノン砲か、高速で直進するアーマーピアサーを発射できるが、こちらは弾数制限がある。高性能と言われるだけあって「ジャンプ」や「砲塔部分の下降(しゃがみの動作)」も可能。険しい地形に対しての踏破性も高く、崖の縁であっても登ることができる。しゃがむと砲塔部のハッチが開き、乗員が中から手榴弾を投擲することもできる。開発番号は『1』では「SUPER VEHICLE 001/I」、『2』以降は「SUPER VEHICLE 001/II」である。キャノンの威力は10。副砲の威力はハンドガンと同様1。
『3D』ではアイテムを使用してカスタマイズが可能であり、その汎用性の高さが見て取れる。
メタルスラッグ TYPE-R
メタルスラッグとあまり変わらないが、機動力（ジャンプ力と移動スピード）が上がっており、本体が赤みがかっている。『X』『3』『6』『アドバンス』で登場。
『X』や『6』では純粋なメタルスラッグの強化型として登場、『3』でも強化型として登場するが、従来の物とは逆に、後進するとバルカン砲の砲身が前を向くようになっている。これは後進しながら前方のボスと戦う、という『3』の1面ボス戦の仕様に合わせているためである。そのプログラムを継いでかアドバンスでも前進すると後に砲身が動くため非常に使いづらい。なお『アドバンス』ではカードを取らなくては使うことはできない。
機関銃座
180度攻撃可能の固定式機関銃座。厳密に言うと乗り物ではないため、メタスラアタックが使用できない。左右操作で射撃角度を細かく調節することができる。他の乗り物と同じく銃の連射力は高め。敵弾に対する防御能力はないが、鬼避けの無敵時間は利用可能。『1』と『3』のラストステージで登場。
SV-CAMEL キャメルスラッグ
ラクダにバルカン砲を取り付けた乗り物。移動速度は普通だがジャンプが高い。ラクダの座高が高いため、高いところからの攻撃に対して慎重を要する。『2』『X』『3』で登場。
『2(X)』で1面のボス撃破時にに乗り続けていた場合、2面では引き続き乗った状態で始まるが、入り口の水場で水を飲むため強制的に降りることになるため、最初の部分だけしか使えない。
SVX-12B スラグノイド
ハッチ搭乗型の二足歩行式戦車(下記のスラグガンナーのような腕部はない)。操縦席が露出しているように見えるが、耐久力制を採用している。『2』『X』『3』『4』『7』で登場。
下方向に撃ち出す主砲と360度に動く2門のバルカン砲を装備している。バルカン砲はダメージを受けるごとに取れてしまい、2回の被弾で全く撃てなくなる。ジャンプは背部のブースターを使用してジャンプすることが可能(ゲーム開発当初はホバリングも検討されていた)。カニ歩きで移動するため、移動速度については歩行よりもジャンプが速い。『3』『4』ではメタルスラッグ-R同様にレッドタイプが存在し、進行方向の逆にバルカンが向く仕様になっている。キャノンは『2』『X』ではファイアーボムと同様の効果だが、『3』以降はアイアンリザードのデブ仕様（歩く爆弾）となっている。しかし、『7』では『2』『X』の仕様に戻った。また、『7』にはジャンプの高さ、ジャンプ中の左右の移動速度が飛躍的に上がった強化版（塗装が青色のもの）が登場する。
SV-F07V スラグフライヤー
一人乗りの小型VTOL機（垂直離着陸式戦闘機）。『2』『X』『3』『5』『6』『7』『アドバンス』『3D』で登場。
空を飛ぶため、メタスラアタック以外の乗り降り時は、地面に接地する必要がある。主砲のミサイルと前方90度まで稼動する副砲のバルカン砲を装備(吸入口の左右に1門ずつ)。また、接地時はグレネード（『3』『5』では追尾ミサイル）が使用可能。2人同時プレイのときは、機体の上にもう一方のプレイヤーが（スラッグごと）乗ることも出来る。
非常に利便性の高い乗り物であるが、シリーズを通じてクリアボーナスが10万点と低い。『2』ではキャノピーを開けた状態で被弾すると2ダメージ受けるという弱点があった。
スラグマリナー
一人乗りの潜水艦。『3』『5』『3D』で登場。スラグフライヤーと同等の運動性能を誇り、敵の潜水艦にも単体で立ち向かえるほどである。
メタスラアタック以外の乗り降り時では接地する必要がある。主砲の魚雷と、副砲の防水加工仕様バルカン（防水加工のみなので弾道は水の抵抗を受けて放物線を描く）を装備。
エレファントスラッグ
象にバルカン砲を取り付けた乗り物。専用アイテム「唐辛子」を取れば大火球を、「バッテリー」を取れば電撃を鼻から発射できるようになる（この時の顔の変化は必見）。ゾウゆえにジャンプが出来ず、機動力は全ての乗り物のうちで最悪である。『3』で登場。
オストリッチスラッグ
ダチョウにバルカン砲を取り付けた乗り物。『3』『XX』で登場。
移動速度やジャンプ高度が高く攻略に絶対必要となる場面があり、シリーズを通じて唯一無限に出現するスラッグである（一定の地点まではメタスラアタックで画面外に出すとすぐに新しいスラッグが空から降ってくる）。また、方向転換が可能だが時間がかかる。
レベルアーマー
反逆軍が開発した一人乗りの二足歩行兵器。『3』で登場。ステージ3では、反逆軍兵士が搭乗している物を強奪する(強奪防止用に認証セーフティはあるものの、初期生産品は異常によりそれが作動せず敵に盗られてしまう仕様)。ただし、奪い取った物を放置していると他の兵士が乗り込んでしまい、再び倒すと破壊される。
2つの腕が機銃及び砲の役割を果たす。左のアームは主砲で、キャノン砲が発射される（弾道はアーマーピアサーのように直進）。右のアームは副砲で、生身の時のように武器アイテムを取る事で発射する弾を換える事ができる。デフォルトではヘビーマシンガンが装備されている。ただし、生身の時と同様に弾数制限がある。近接攻撃を行う事ができ、これも右のアームで行う。背中にブースターを背負っており、2段ジャンプが可能で、高い場所まで到達できる。降車中はハッチが展開し、敵が接近している場合はレベルアーマーではなくプレイヤー自身が近接攻撃を行える。
『3』のファイナルミッションではマーズピープルとの最終決戦時、モーデン軍突入部隊の主力として活躍した。
ドリルスラッグ
一人乗りの戦車型地底探査機。機首に巨大ドリルを装備しており、敵がドリル部に接触するとダメージを与える事ができる（なお、この攻撃でカタツムリを倒すと専用のモーションが見られる）。主砲としても使用可能。また、副砲のバルカン砲も所持し、手榴弾を投げることも可。ジャンプはできないが、代わりにキャタピラ部から、本体を持ち上げることが可能。『3』で登場。
スラグチョッパー（スラグコプター）
一人乗りの対地攻撃ヘリコプター。空を飛ぶため、メタスラアタック以外の乗り降り時は、接地の必要がある。主砲の落下式の炸裂弾と副砲の360度可動バルカン砲が使用可能であり、スラグフライヤーが前方に最も強いなら、こちらはそれに比べて全方位に対応し下方向に特に強い。『3』で登場。ローターに敵を巻き込めば格闘で倒したと見なされて、500点得ることができる。
アストロスラッグ
反逆軍の一人乗りロケット。『3』で登場。ファイナルミッション前半終了時、宇宙に向かうために強制的に搭乗する。敵母艦内突入時、メタスラアタック、破壊時緊急脱出時以外は降り不可。主砲の2連ミサイルと副砲の貧弱な機銃が装備されている。副砲はアイテムを取ることでプレイヤーの強化銃とバルカン砲を装備できる。ただし被弾するごとにオプション兵装を搭載する側面砲塔が壊れ、2回の被弾で強化銃を撃てなくなる。なお、ジャンプボタンを押し続けると加速することが出来る。
母船内部突入時、ギリギリのタイミングで機体放棄するとプレイヤーキャラクター時突入時のミサイルが来ず、頭突きで突入することになる。
ブラッドレー（ミサイル戦車 M15-A型）
アマデウス所有のミサイル戦車を奪い取った乗り物。主砲の大型ミサイル弾のほか、バルカン砲を使用可能にする。ジャンプも可能。『4』で登場。通常のM15-A型よりも塗装が明るく、ランチャー部の赤い帯が黄色い帯に塗装されている。
メタルクロウ（II号戦車b型 メルティ・ハニー）
アマデウス所有の装甲付き戦車を奪い取った乗り物。主砲の追尾ミサイル弾のほか、バルカン砲を使用可能にする。ジャンプも可能。前面部の装甲が盾代わりになり、前方からの攻撃を防いでくれる。『4』で登場。塗装は青色。2人プレイではミッション2でブラッドレーと同時に出現する。
ウォークマシン
バルカン砲を取り付けた地を這う人間型の乗り物。『2』『X』のミュータント兵に酷似した形状である。『4』で登場。
フォークリフト
作業用フォークリフト。故に装甲も砲弾も持たないが、リフトで攻撃が可能で、ドリルスラッグ同様ジャンプ代わりに本体を持ち上げられる。『4』で登場。
スラグガンナー
『5』のロゴデザインにもなっている二足歩行人型形態に変形できる一人乗り用高性能戦車。
主砲のキャノン砲を頭部に当たる部分に装備し、副砲のバルカン砲と近接攻撃用の強力なパイルバンカーを腕に当たる部分にそれぞれ装備。しゃがみながら移動する事で戦車として走行が可能。二足歩行形態時は向きを変えることができ、ロケットによる二段ジャンプ等が可能。『5』『アドバンス』で登場。ただし『アドバンス』ではカードを取得しないと使用できず、二段ジャンプもできない。「3D」でも、改造によって再現することも可能。キャタピラを使用するスラッグは曲がる際に旋回しなければならないが、ガンナーのような2足歩行タイプは全方向に自由に移動することができる点が強みである。
ワーゲンスラッグ（スラグモービル）
装甲自動車。主砲のミサイルと副砲のバルカン砲を所持。メタルスラッグと同じくジャンプが可能で、上り坂を利用すれば大ジャンプが可能。ただし、メタスラアタックは不可。『5』で登場し、ファイナルミッション前半で強制的に搭乗する。
アオゲンシュテルン
上下2対の4足式の地下道移動機。主砲のアンカーと副砲の2丁バルカン砲を所持。ジャンプボタンを押すとコクピットの位置を変えられる。『5』で登場。
ブラックハウンド（ゲームボーイアドバンス版）
正式名称はSV-001 III BLACK HOUND。『5』の隠し部屋の中ボスとして初登場。武装集団「プトレマイック・アーミー」が造った黒いメタルスラッグ。アドバンス版で一定条件を満たす事で使用可能となる。『5』との相違点としては耐久性・運動性は普通のメタルスラッグと同じであり、レーザー砲とバルカン砲は外された代わりに後部榴弾砲には弾数無制限の漆黒の「エネミーチェイサー」を装備している為、広範囲の敵を攻撃する事が出来る。
ドンキースラッグ（ドナドナスラッグ）
ロバにバルカン砲を取り付けた乗り物。移動スピードは遅いが、主砲つきの馬車を取り付けることができる。『6』で登場。
馬車をボスの前の入り口まで持っていくと、大量のコインが獲得できる。
プロトガンナー
スラグガンナーのプロトタイプとなる、二足歩行可能な自走砲。スラグノイドとは異なり、生物型のように搭乗者へ弾が当たるとミスになる。プロトガンナー自体に耐久力およびくらい判定は設定されておらず敵弾では破壊されない（メタスラアタックでの自爆は可能）。
スラグガンナーと比べ変形機構、腕部、外部装甲が無いが、歩行速度が結構速くジャンプ力も少し高い。ターマ以外のメンバーでもバルカンフィックスが可能。『6』で登場。
ルーツマーズスラッグ
『6』で登場。『3』の最終ボス「ルーツマーズ」である。『3』で撃退され海に沈んでいたが、『6』にてモーデン軍とマーズピープルが共同で引き上げた。同作にて共通の敵が現れた為、正規軍とモーデン軍に協力。弱点だった脳味噌はカバーで覆われて防御され、メイン武装にバルカンを装備された。主砲で画面全体を攻撃する衝撃波を放つ。大きさとインパクトではシリーズ中で一番。手の平にプレイヤーを乗せて戦うスタイルを取り、手のひらを動かしてプレイヤーの回避行動を取る。
ミスタースラッグ
上部のプロペラにより縦にも横にも進むことができる、ドリルのついた飛行型掘削機。土に接近すると内蔵しているドリルで掘削を行う。
ドリルスラッグと違いドリルで敵を攻撃することができない。操作法が若干特殊であり、レバー入力と逆の方向にバルカン砲と地雷が発射されるようになっている。地雷は敵に当たるか、バルカンで破壊すれば、広範囲に攻撃できる。『6』で登場。シチュエーション上、搭乗を拒否することも脱出することができず、耐久力がゼロになるとプレイヤーもろとも破壊される。その際は新たなミスタースラッグに乗って復活する。
スラグトロッコ
トロッコ型の乗り物。弾数無制限の主砲つきトロッコを最高4台まで連結できる。ただし、連結しないとバルカン砲しか使えない上、主砲つきトロッコは一度でも攻撃を受けると壊れてしまう（プレイヤーがスラッグから降りていても主砲つきトロッコは攻撃を受けてしまう）。さらに連結したトロッコの数が多いほど移動速度が遅くなるため、4台連結した状態でステージクリアするのは困難である。なお、主砲は画面奥のボス本体への直接攻撃が可能であるため、主砲トロッコが多ければ多いほど早くボスを倒すことができる。メタスラアタックの際は、この接続したトロッコ全てで攻撃を仕掛ける。主砲つきトロッコを連結した状態でステージクリアするとボーナス点（1台につき10万点）がもらえる。『7』で登場。
ヘビーアーマー(スラグアーマー)
『3』に登場したレベルアーマーに似た外見の二足歩行兵器。性能は、二段ジャンプできないこと以外はスラグガンナーとほぼ同じである。主砲はレベルアーマーとは異なり、コクピット上部の砲塔から発射される。しゃがむとスラスターを展開し、素早く移動できる。降りるときに無敵になるまで若干隙があり、鬼避けを利用して攻撃を回避するときは少し早めに降りないとダメージを受けてしまう。『7』で登場。
スラグギガント
大型の二足歩行兵器。『7』『XX』で登場。『7』では1人乗りで、『XX』では2人乗りに変更されている。コクピットが着脱式で、耐久力が無くなったら破壊され、プレイヤーごと次のコクピットが装着される。
乗っている途中で乗り降りやメタスラアタックはできない。耐久力は他の乗り物の2倍ある。主砲はパンチと衝撃波を同時に出すが、パンチは弾数とは関係なく出せる。腕は十字キーの上を押していれば兵士のバズーカ弾を防ぐことができる。
副砲はバルカン砲を股間部に(『XX』では肩部にも)装備。股間部の副砲については、『7』では直進弾になるが『XX』では放物線を描くものになる。
ストラトスラッグ・アバルトスラッグ・ちゃりスラ・かめスラ
『3』の設定原画に記載されているが、いずれも没となりゲーム上では登場しない。しかし、自動車型のストラトスラッグとアバルトスラッグは『5』のワーゲンスラッグへと受け継がれている。

## 敵軍の兵器
敵軍の使用する兵器（乗り物）は総じて耐久度が高い。走行状態の戦車に轢かれたらミスになる。
4(IV)号主力戦車：ギリダ・O（オー）
モーデン軍の主力戦車。曲線を描いて飛ぶ戦車砲を撃ってくる。汎用性が高く、様々な場所で登場する。歩兵との連携攻撃が厄介である。
2(II)号戦車：ジイ・コッカ
ギリダ・Oより大きめの戦車。真っすぐ飛んでいく戦車砲を発射する。これ単体なら問題はないが、他の攻撃が加わると厄介な存在になる。撃破後、乗員のロケット砲攻撃もある。モデルはアメリカ戦車のM4中戦車。
爆弾ヘリ：P・R・ショーブ
上空から地上にM31爆弾を落として攻撃する。横からTOWミサイルを撃ってくるタイプもある。機首にバルカン砲を積んでいるが、こちらでは攻撃してこない。
なお赤色のものは「R・R・ショーブ」（設定画にはP・R・ショーブとある）。
2(II)号戦車b型：メルティ・ハニー
前方にトゲのついた盾があり、このトゲには停止時（接触しても轢かれない状態）であっても触れただけでミスになってしまう。また、トゲ付きの盾はかなり耐久力が高いが、本体は弱い。追尾機能のあるミサイルを撃つ。
局地爆撃機：フライング・タラ
機体に取り付けた爆弾を宙返りしながら投下する。陸上部専用。塗装は緑色。『2』以降に出てくる機体はフライング・タラII。
局地爆撃機：イーカ・B
機体に取り付けたミサイルで攻撃する。形状はフライング・タラと同じだが、こちらは海洋部専用。塗装は青色。『2』以降に出てくる機体はイーカ・BII。
ストライク・タラ
機体に取り付けたミサイルで攻撃する。形状はフライング・タラと同じだが、こちらは戦闘機である。塗装は緑色。
3(III)号戦車：ブル・チャン
崖の上から戦車砲を撃つ。落下しての押し潰し攻撃もしてくる。潰されると、メタルスラッグでも一撃で破壊されてしまう凶悪ぶり。モデルはドイツ戦車のティーガーII。『X』ではボスとの連携攻撃が実に厄介な存在でもある。
5(V)号戦車：アイアン・イソ
長射程のキャノン砲を撃ってくる。移動は一切しない。
工作車両：ダラリン・ダラ・ダラ
4号主力戦車：ギリダ・O（オー）をベースに改造されている工作作業用兵器。積んでいる鉄板らしきものを落としてくる。
ハイネックNop03型戦車：サルビア
バリケードのような縦長の作りになっており、地面を転がる弾を撃ち出す。足回りは2号戦車：ジイ・コッカのものを流用している。もともとは榴弾を発射する予定だったが、背が高すぎるあまりに発射時の反動をすべて吸収してしまい、むなしく転がるだけになってしまった。
マクスネルMH-6s軽攻撃ヘリコプター
戦闘ヘリで上空から銃撃してくる。5機集まったマクスネル5機編成（編隊）もある。モデルはOH-6。なお、5機編成の物は先頭の赤い塗装の機体を倒す事により後続の機体を連鎖的に破壊でき、ボーナス点も加算される。
ミサイル戦車：M-15A型
曲線を描いて飛ぶミサイル（超短距離対戦車ミサイル）を撃ってくる。
スペースタンク
モーデンの空飛ぶ戦車。『2』以降、モーデンが愛用するようになる。上半分がダイマンジのような姿をしている。宇宙空間の飛行に使用される前に破壊されるため脱出以外に使われた例がない。車体は2号戦車：ジイ・コッカのものを流用している。
小型UFO
『2』『3』『6』『7』で登場するマーズピープルのUFO。マルコ達を狙い、ビームを撃ってくる。また、人間も乗ることができ『3』『6』では援護射撃や脱出用として使われた。
ダイマンジ
『2』『X』『3』『7』『XX』で登場するマーズピープルの大型UFO。モーデン軍のシンボルマークが描かれている。下から小型UFOを出撃させたり、巨大ビームを放つことが可能。また、『2』『3』では撃破後「ラグネーム」と合体して再度攻撃してくる。『7』『XX』ではエンディングでマルコたちに捕まったモーデンたちを救出する際に使用された。
ラグネーム
マーズピープルとルーツマーズの母船。『2』では最終ボス。『3』では中ボスとして登場。モーデン軍のマークが小さく施されている。マーズピープルとルーツマーズの母船だが、実力はダイマンジ以下でダイマンジと合体しないと攻撃出来ない。あまりにも巨大なため、基本的に画面には底面しか映らない。弱点は『2』では全体だったが、『3』ではダイマンジになっている。地球侵略の拠点としていたが、『2』『3』共にマルコ達とモーデン軍の共同戦線で滅茶苦茶に破壊されてしまったため、侵略は事実上頓挫してしまった。
ブラックハウンド
『5』で敵として登場する、黒いボディに眼が描かれたメタルスラッグ。シルエットは普通のメタルスラッグとあまり変わらないが、装甲が厚い。武装はキャノン、バルカン、榴弾、レーザーと豊富である。
プトレマイック・アーミーが正規軍より強奪した設計図から造られた改良機。プレイヤーの前に現れた機体は、その場にいた味方の兵士や原住民を皆殺しにするという不可解な行動を取っていたが、『アタック』の紹介文にて、搭乗者を不要とする自立兵器だったが、制御系に欠陥を抱えていたのが原因だったと明らかになる。
プトレマイックスラッグ
『5』で敵として登場する、プトレマイック・アーミー仕様のメタルスラッグ。正規軍より強奪した設計図を基に開発された機体で、機体上部が独自仕様に変更されている。
多機能のブラックハウンドとは異なり武装まで再現できなかったのか、バルカン砲搭載型・キャノン搭載型の2タイプに分けられるも、オリジナル譲りの装甲と跳躍力を持ち合わせる。
究極兵器「邪悪の権化」（きゅうきょくへいき「じゃあくのごんげ」）
『5』の最終ボス。その正体はプトレマイック・アーミーが戦局を変える決定打として開発した究極兵器。赤い目と1対の羽を持ち、胸に骸骨の顔がある巨大な姿で、鎌を武器にする。弱点は胸の骸骨。『5』FAINL MISSIONの街の塔で姿を現し、マルコ達と対決する。

## ボス
各ステージの最後には必ずボスとなる敵がいて、ボスを倒すことでミッションクリアとなる。ステージごとのボスの名称は以下の通り。2行目以降は中ボス。
メタルスラッグ
- ミッション1

『高津770式爆撃機残骸要塞「てつゆき」』
- ミッション2

『開発途上大型機「ヘアバスター・リバーツ」（搭乗者「デビルリバース・モーデン」）』
『偽装砲台「ミニ・バタ」』
- ミッション3

『超弩級自走砲「谷王」』
『反逆軍軍曹「アレン・オニール」』
- ミッション4

『共同作戦用戦車「シュー&カーン」』（『X』ではミッション5の中ボスとして「シュー」が登場）
- ミッション5

『万能射程戦闘車「アイアン・ノカーナ」』（『X』ではミッション1のボスとして登場）
『共同作戦用戦車「カーン」』
- ミッション6

『二次放出攻撃ヘリ「ハイ・ドゥ」（搭乗者「デビルリバース・モーデン」）』
メタルスラッグ2
- ミッション1

『垂直離着陸大型爆撃機「ザ・キーシII」』（『X』ではミッション3の中ボスとして登場）
- ミッション2

『超弩級岩盤掘削機械「アッシ・NERO」』
- ミッション3

『広域焦土化脚立戦車「ドラゴン・ノスケ」』
- ミッション4

『水陸両用殺戮蹂躙車両「ビッグ・シェイ」』
- ミッション5

『隠密行動潜水艦「穂積」』
- ミッション6

『未確認飛行物体「ラグネーム」』
『未確認飛行物体「ダイマンジ」』
『反逆軍軍曹「アレン・オニール」』
メタルスラッグ3
- ミッション1

『ヒュージ・ハーミット』
- ミッション2

『モノアイズUFO』
『モノアイズ』
- ミッション3

『ジュピター・キング』
- ミッション4

『ソル・デ・ロカ』
- ミッション5

『ルーツマーズ』
『クローン培養槽』
『フェイク・ラスボス』
『未確認飛行物体「ラグネーム」』
『未確認飛行物体「ダイマンジ」』×3
『二次放出攻撃ヘリ「ハイ・ドゥ」（搭乗者「デビルリバース・モーデン」の偽者）』
『開発途上大型機「ヘアバスター･リバーツ」（搭乗者「アレン・オニール」）』
メタルスラッグ4
- ミッション1

『巨大飛行船「ブラーヴ・ゲリエ」』
- ミッション2

『縦式トーチカ「ダルマーニュ」（搭乗者「サイボーグ アレン・オニール」）』
- ミッション3

『万能射程戦車改良型「アイアン」（搭乗者「デビルリバース・モーデンの影武者」）』
- ミッション4

『巨大機械人形「ビッグ・ジョン」』
- ミッション5

『潜水艦「シー・デビル」』
- ミッション6

『マザーコンピューター「アマデウス」』（搭乗者「アマデウス博士」）
『反逆軍軍曹「サイボーグ アレン・オニール」』
メタルスラッグ5
- ミッション1

『巨大メタルスラッグ「METAL REAR」』
『メタルスラッグ「ブラックハウンド」』
- ミッション2

『巨大戦闘機「Shooting Ray」』
- ミッション3

『ビル強襲用多脚型兵器「スクリーマー」』
- ミッション4

『砂地対応型潜地艦「サンドマリン」』
- ミッション5

『究極兵器「邪悪の権化」』
メタルスラッグ6
- ミッション1

『採掘車両「ブルドリル」』
- ミッション2

『ミサイル装甲戦車「アイアン・センチネル」 』
- ミッション3

『宇宙ロボット「ブレインロボット」』
- ミッション4

『「エルダー・センチピード」』
- ミッション5

『侵略者の王』
『コントローラー』
メタルスラッグ7･XX
- ミッション1

『地底拠点型兵器「アイアンデスワーム」』
- ミッション2

『四脚式大型ロボット「クラブロプス」』
- ミッション3

『四脚式大型ロボット「クラブロプス」（上半身・下半身）』
- ミッション4

『二腕式大型兵器「鉄腕飛猿・鳴滝」』
- ミッション5

『分離式戦車「ユニオン」』
- ミッション6

『レベルギガント（搭乗者「アレン・オニール」）』
- ミッション7

『究極最終兵器「マスタークラーケン」』
『ビッグゲート』
メタルスラッグアドバンス
- ミッション1

『メタルスラッグ「フォウォール」』
- ミッション2

『共同作戦用殺戮蹂躙車両「エヴィン・ヴッハ（ツインズ）」』
- ミッション3

『列車砲「カラドボルグ」』
- ミッション4

『垂直離着陸局地爆撃機改良型「ザ・キーシIII」』
- ミッション5

『巨大秘密兵器「カブラカン」』
『アレンJr』

## クリアボーナス
- ボス撃破後、撃破した時点でのボーナスが加算される。なお途中ミスすると救出した捕虜やメタリッシュが消失する。
- 捕虜ボーナス
  - 一般捕虜 『1』のみ1,000点 『2』以降10,000点
  - 特殊捕虜 『2』以降 一文字百太郎、相川留美、相川まどか、ウータン 30,000点 ダイトウリョウVIP 50,000点
- 乗り物ボーナス 『1』のみ乗っていなくても加算される。
  - メタルスラッグ 『1』 10,000点 『2』 100,000点 『X』以降 300,000点
  - キャメルスラッグ 『2』 100,000点 『X』 400,000点
  - スラグノイド 『2』 100,000点 『X』 200,000点
  - スラグフライヤー 100,000点
  - レベルアーマー 300,000点
  - プロトガンナー 300,000点

- メタリッシュシステム 『4』のみ
  - GREAT 50,000点
  - TERAFFIC 100,000点
  - METALISH 500,000点

- GREATボーナス
  - 1人プレイ時 1面で捕虜を10人以上救出すると100,000点が加算される。
  - 2人プレイ時 多かったほうに対し100,000点が加算される。
  - 『X』以降では、「YOU'RE GREAT!」とアナウンスが出る。